# Werksteinoberfläche
Die Steinoberfläche ist ein Resultat der Natursteingewinnung sowie der Steinbearbeitung.
Wenn Kunst- oder Naturstein zur Verwendung als Baumaterial (Mauerstein, Natursteinplatte), Kunstobjekt oder Gebrauchsgegenstand bearbeitet wird, spricht man von Werkstein. Durch die Bearbeitung entsteht die Werksteinoberfläche.

Quarzit Azul Macaubas, poliert

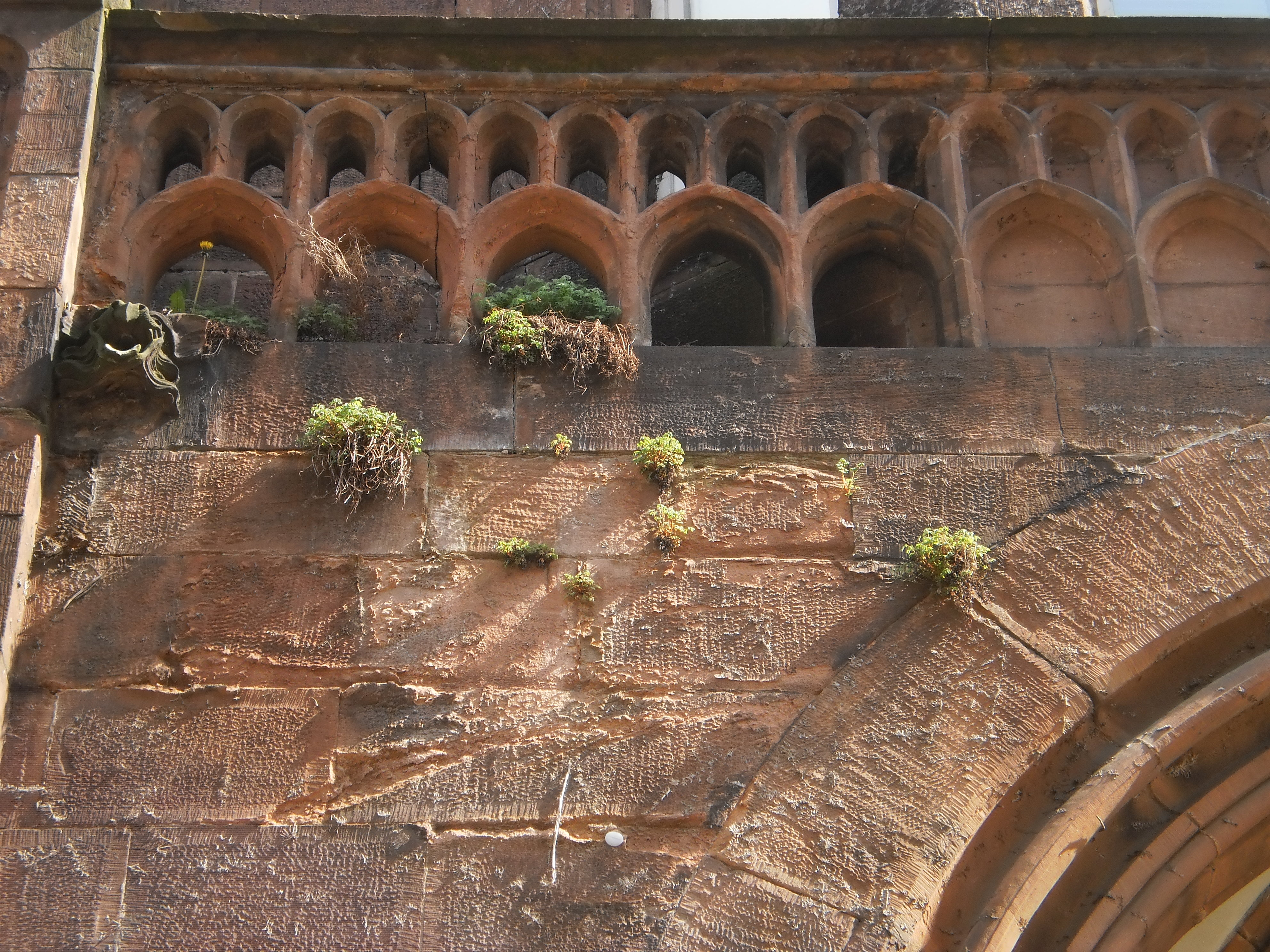
Spuren einer historischen Werkzeugbearbeitung mit deutlich erkennbaren Verwitterungserscheinungen (flächige Substanzverluste)

Die Bearbeitung von Natursteinoberflächen erfolgt seit dem beginnenden 20. Jahrhundert in der Regel mit maschinellen Mitteln. Bestimmte Oberflächenstrukturen werden jedoch weiterhin mit Handwerkzeugen hergestellt. Traditionelle Bearbeitungsweisen werden in der handwerklichen Ausbildung zum Steinmetz vermittelt und insbesondere in der Denkmalpflege angewandt.
Die optische Wirkung von Naturstein kann von der Oberflächenbearbeitung entscheidend beeinflusst werden. Durch den Einfluss auf die Lichtbrechung erscheinen texturelle, strukturelle und farbige Merkmale des Gesteins nach einer Politur oft deutlich intensiver und klarer. Mit Hilfe von Beschichtungen wie Stuckmarmor oder Fugenmalerei kann die optische Wirkung grundlegend verändert werden. Bei Kunststein lässt sich die Oberfläche durch Urformen gestalten, wie eine Schalhaut oder Strukturbeton.
Bei der Gestaltung steinsichtiger Oberflächen an Gebäuden, sowohl innen als auch außen, kommt es auf den visuellen Effekt sowie auf die Beständigkeit gegenüber Witterungseinflüssen, Abnutzung und chemischen Reinigungsmitteln an. Bei steinernen Fußböden sind auch Rutschsicherheit und Reinigungskosten von Bedeutung.

## Grobe Bearbeitungen
Grobe Bearbeitungstechniken wie das Spitzen, Scharrieren und Beilen finden und fanden als historische Steinbearbeitungsmethoden in und außerhalb von Bauwerken Anwendung. Beflammte, sandgestrahlte oder gestockte Steinoberflächen entstanden in der Neuzeit. Diese Bearbeitungen werden in Außenbereichen der Gebäude eingesetzt, nur in Ausnahmefällen auch im Innenbereich. Geschliffene Böden aus Stein leisteten sich in der Vergangenheit nur wohlhabende Bauherren. In einfachen historischen Gebäuden finden sich häufig raue Steinoberflächen, welche die Reinigung erschweren.

### Gebosst

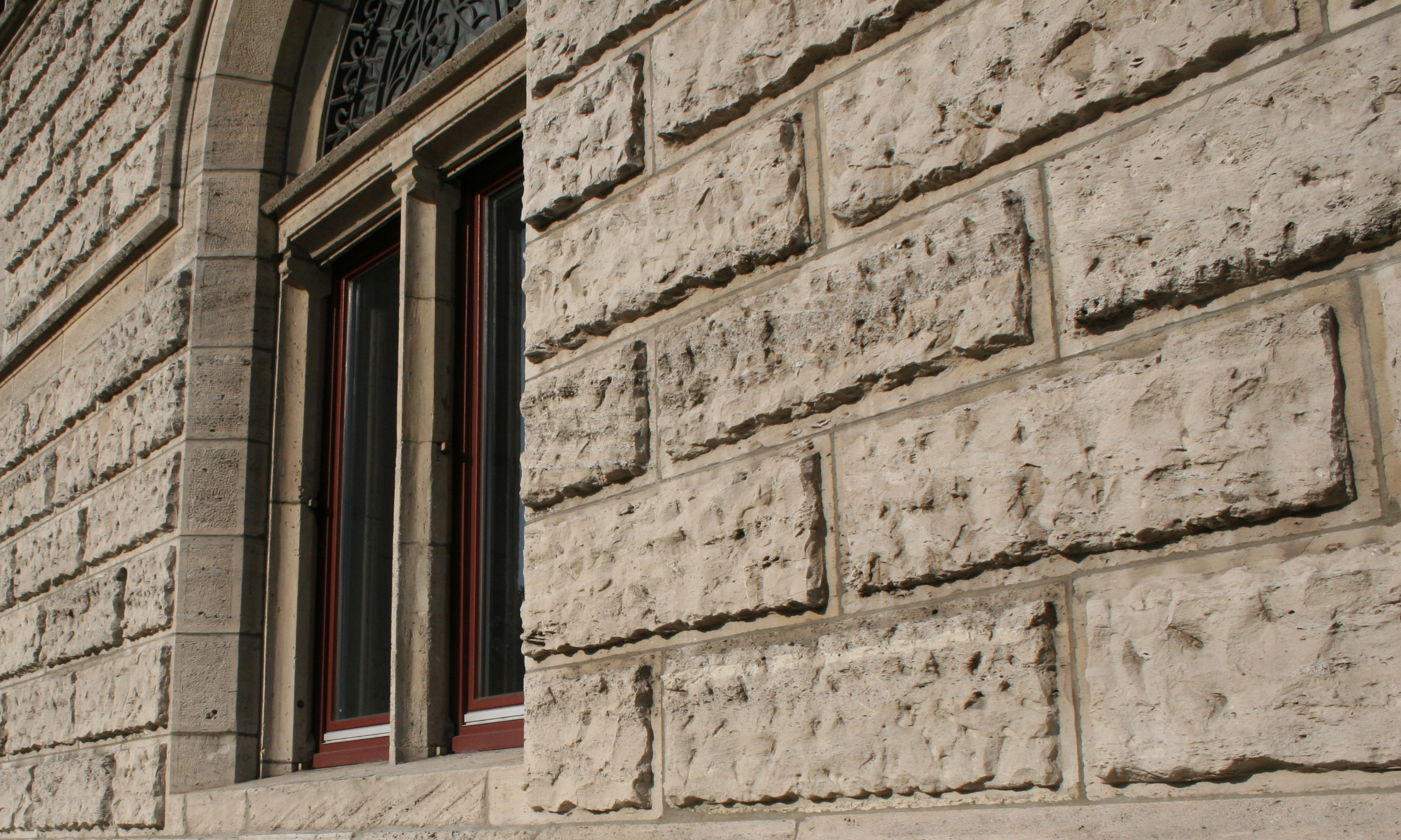
Rustikamauerwerk mit groben Bossierhieben und Randschlag

Bossierte Steinoberflächen zeigen an ihrer Oberfläche wenige Hiebe des Bossiereisens, die daraus resultieren, dass früher in Steinbrüchen Rohsteine in ihrer äußeren Form mit einem sogenannten Bruchzoll (etwa 3 cm Überstand) gehauen wurden. Von den gespaltenen Steinflächen wurden die großen Überstände auch mit Bossierhammer (heute Vorschlaghammer) und Setzhammer abbossiert bzw. abgeschlagen. Der Begriff Bosse ist mittelhochdeutsch und bedeutet schlagen. Die Bossierhämmer gab es je nach Einsatzzweck in der Größe eines Fäustels bis zum Großhammer.
Bossen wurden oft mit einem Randschlag versehen, um das Steinformat hervorzuheben und die Fläche zusätzlich zu gliedern.

### Geprellt und gesprengt
Die in der DIN 18322 genannte Oberflächenbearbeitung geprellt zeigt eine Ansicht, die durch abgesprengte bzw. abgeschlagene Steinaußenkanten entsteht. Dabei wird das Sprengeisen an der Kante angesetzt und mit dem Fäustel auf das Werkzeug geschlagen. So werden Steinstücke abgeschlagen, die die Form einer Muschel haben. Diese Bearbeitung wird zumeist als gesprengt bezeichnet. Geprellt wird entweder in Vorbereitung einer weiteren manuellen Oberflächenbearbeitung oder, um etwa Mauersteine mit einer sehr unebenen Oberflächenstruktur zu versehen.

### Gespitzt

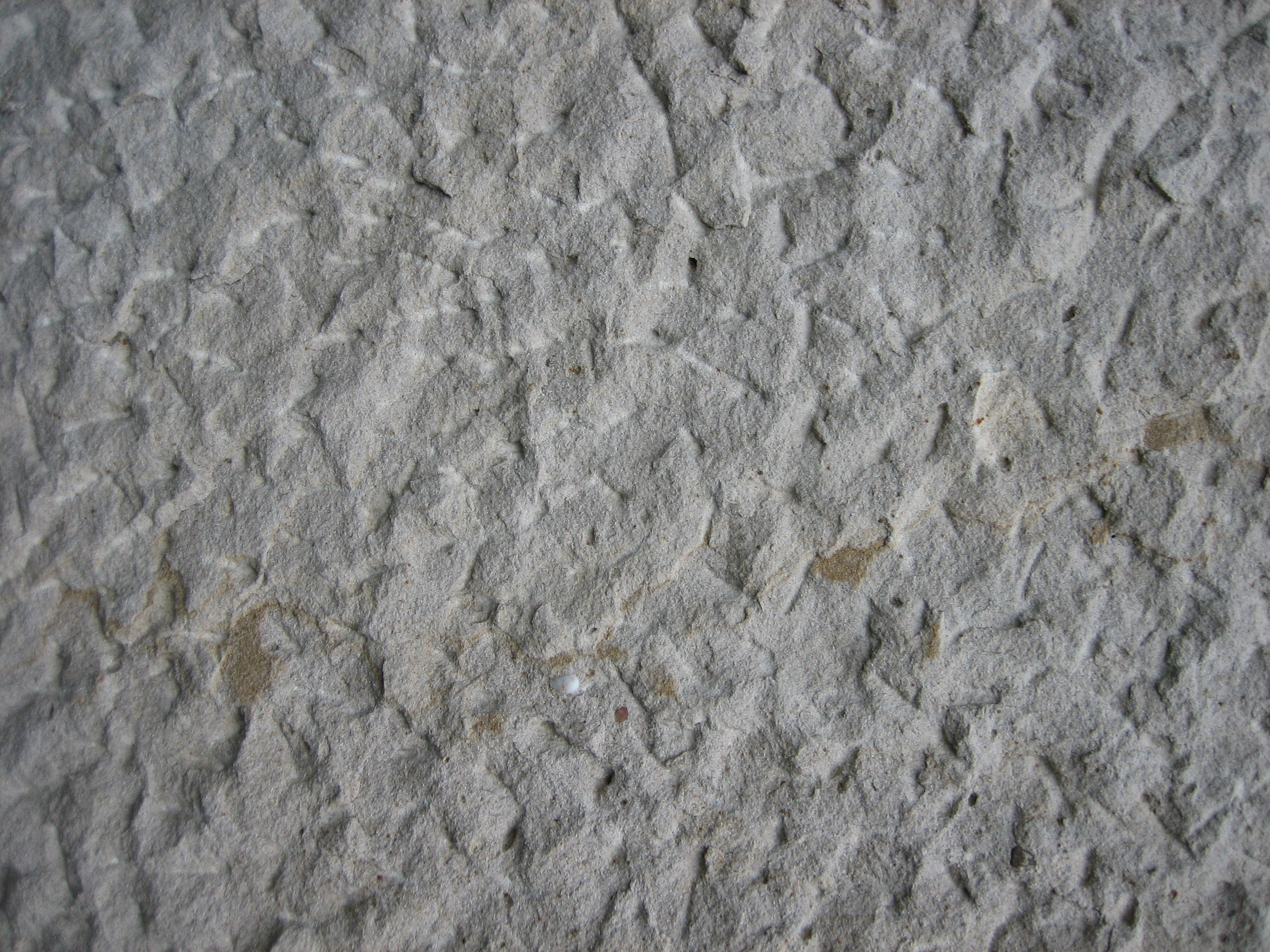
Gespitzte Steinoberfläche aus Sandstein

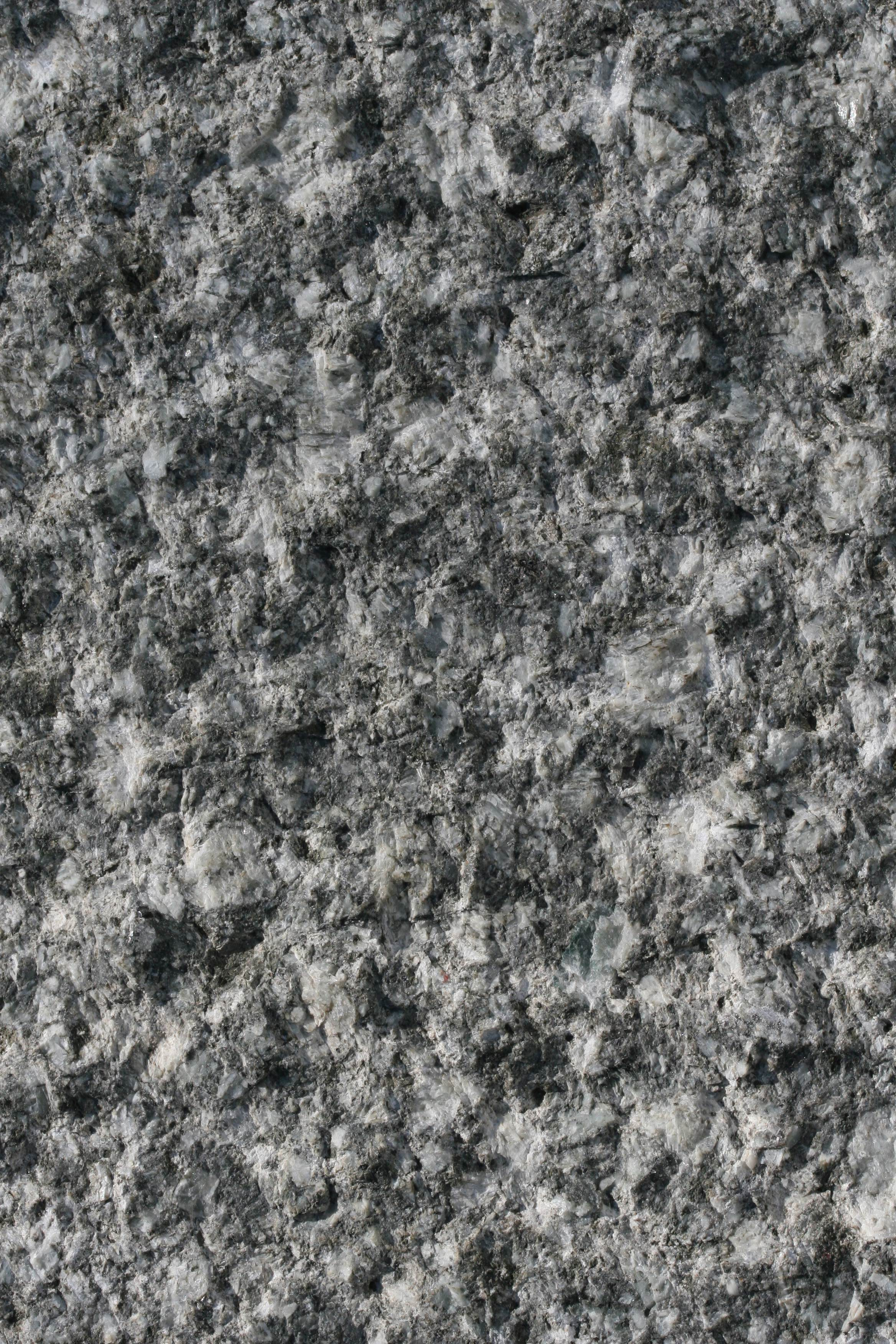
Punktgespitzte Oberfläche aus Beuchaer Granitporphyr, Muster ca. 25 cm × 15 cm

Mit dem Zweispitz oder dem vom Fäustel angetriebenen Spitzeisen wird eine raue Steinoberfläche egalisiert. Je nach Anzahl, Verteilung und Tiefe der Hiebe auf der Steinoberfläche wird zwischen grob und fein gespitzt unterschieden. Spitzen ist ein handwerklicher Bearbeitungsvorgang, in aller Regel als Vorbereitung für einen nachfolgenden Werkzeugeinsatz, wie des Zahneisens, einer Fläche oder eines Stockhammers. Diese Werkzeuge hinterlassen sichtbare Vertiefungen in der Oberfläche, sogenannte Spitzhiebe. Nach der Anordnung der Spitzhiebe wird zwischen bahnen- und punktgespitzt unterschieden.

### Gekrönelt
Mit dem Krönel wird die vom Steinmetzen zuvor grob gespitzte Oberfläche weiter eingeebnet. Der Krönel führt in einer Reihe angeordnete 10 bis zu 15 spitze Stahlstifte, die in einem Metallgriff (sog. Flasche) mit einem Keil befestigt sind. Dieses Werkzeug, das erstmals in der Zeit der Renaissance verwendet wurde, hinterlässt kleine hohlkehlenförmige Vertiefungen in der Steinoberfläche. Der handwerkliche Vorteil des Krönelns von Sandsteinen liegt in der minimierten Prellwirkung (Zertrümmerung) der Bindungsmatrix der Sandkörner, wie sie beispielsweise beim Einsatz eines Stockhammers entstehen würde. Dadurch kann es bei geprellten Sandsteinoberflächen zu einem schalenförmigen Abwittern der Oberflächen kommen. Heute kann eine gekrönelte Steinoberfläche die Endbearbeitung sein; sie kann aber auch weiter bearbeitet und entweder geschliffen oder scharriert werden.

### Gezahnt
Mit dem Zahneisen wird die gespitzte Oberfläche für weitere manuelle Arbeitsschritte, wie Beilen oder Scharrieren, vorbereitet. Das Zahneisen wird ausschließlich auf Weichgesteinen (z. B. Marmore, Kalk- und Sandsteine) eingesetzt und mit einem Knüpfel angetrieben. Die Zähne des Zahneisens hinterlassen je nach Material und Aufwand Vertiefungen mit einer Länge im Zentimeter- und einer Tiefe im Millimeterbereich. Der Vorteil des Zahneiseneinsatzes liegt vor allem darin, dass das sogenannte Bauern, das Entstehen von unerwünschten Vertiefungen bzw. Löchern in der Steinoberfläche, bei korrekter Werkzeughaltung weitestgehend vermieden wird. Das Zahneisen ist ein historisches Steinbearbeitungswerkzeug, das schon die antiken Steinbildhauer in Griechenland verwendeten. Erst in der Zeit der Gotik wurde es wieder verwendet.

### Gebeilt

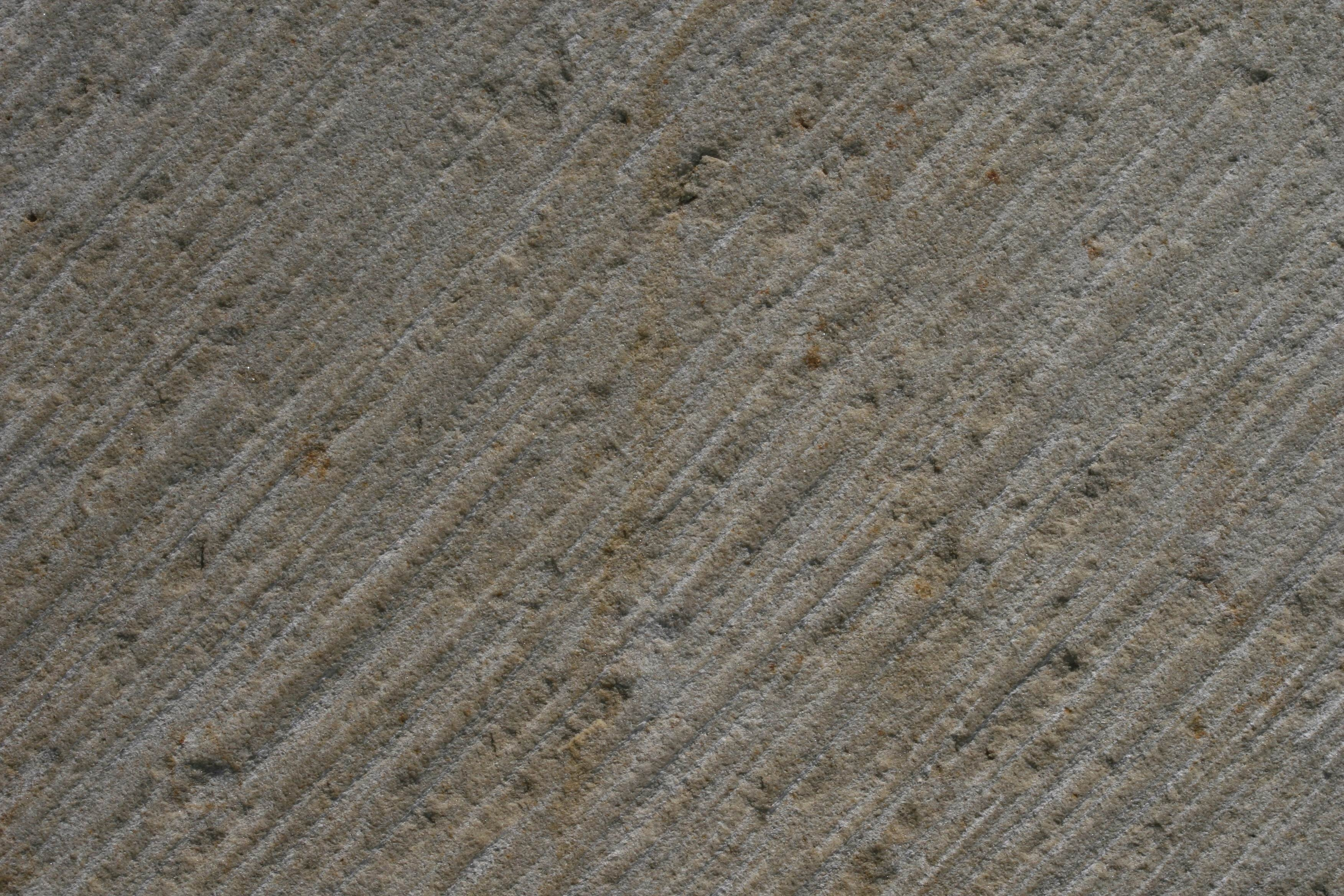
Gebeilte Steinoberfläche aus Obernkirchener Sandstein, Muster ca. 25 cm × 15 cm

Mit einem Steinbeil werden nebeneinander angeordnete Hiebe auf Steinoberflächen ausgeführt. Die Schneidenbreite eines Beils beträgt ca. vier Zentimeter; die Hiebe hinterlassen Einkerbungen bzw. Rillen im Stein (siehe Abbildung). Das Steinbeil, das in der Arbeitsschneide ein eingelötetes Hartmetallstück besitzt, wird heute vornehmlich zur Oberflächenbearbeitung von Grabsteinen verwendet und erfolgreich auf allen Weichgesteinen, wie Marmoren, Sand- und Kalksteinen eingesetzt.
Gebeilte Oberflächen werden häufig mit scharrierten Oberflächen verwechselt. Der Unterschied ist daran zu erkennen, dass scharrierte Flächen keine dreiecksförmig vertieften Kerben, sondern Hohlkehlen bzw. Rillen aufweisen.

### Geflächt
Das heute verwendete Steinbeil stammt aus der Romanik. Es dient zum Einebnen rauer Werksteine und wird daher Fläche genannt. Die Fläche hat eine Arbeitsbreite von etwa zehn bis zwölf Zentimetern. Sie wird heutzutage noch verschiedentlich bei der Bearbeitung von Kalk- und Sandwerksteinen eingesetzt.
In der Gotik wurde die Schneidenbreite der Fläche auf bis zu drei Zentimeter reduziert. Damit wurden virtuos komplizierte Profilformen der gotischen Bauwerke „herausgebeilt“. Karl Friederich nennt dieses Werkzeug in seinem Buch über die Steinbearbeitung Pille und die entsprechende Oberfläche Pillung.

### Scharriert

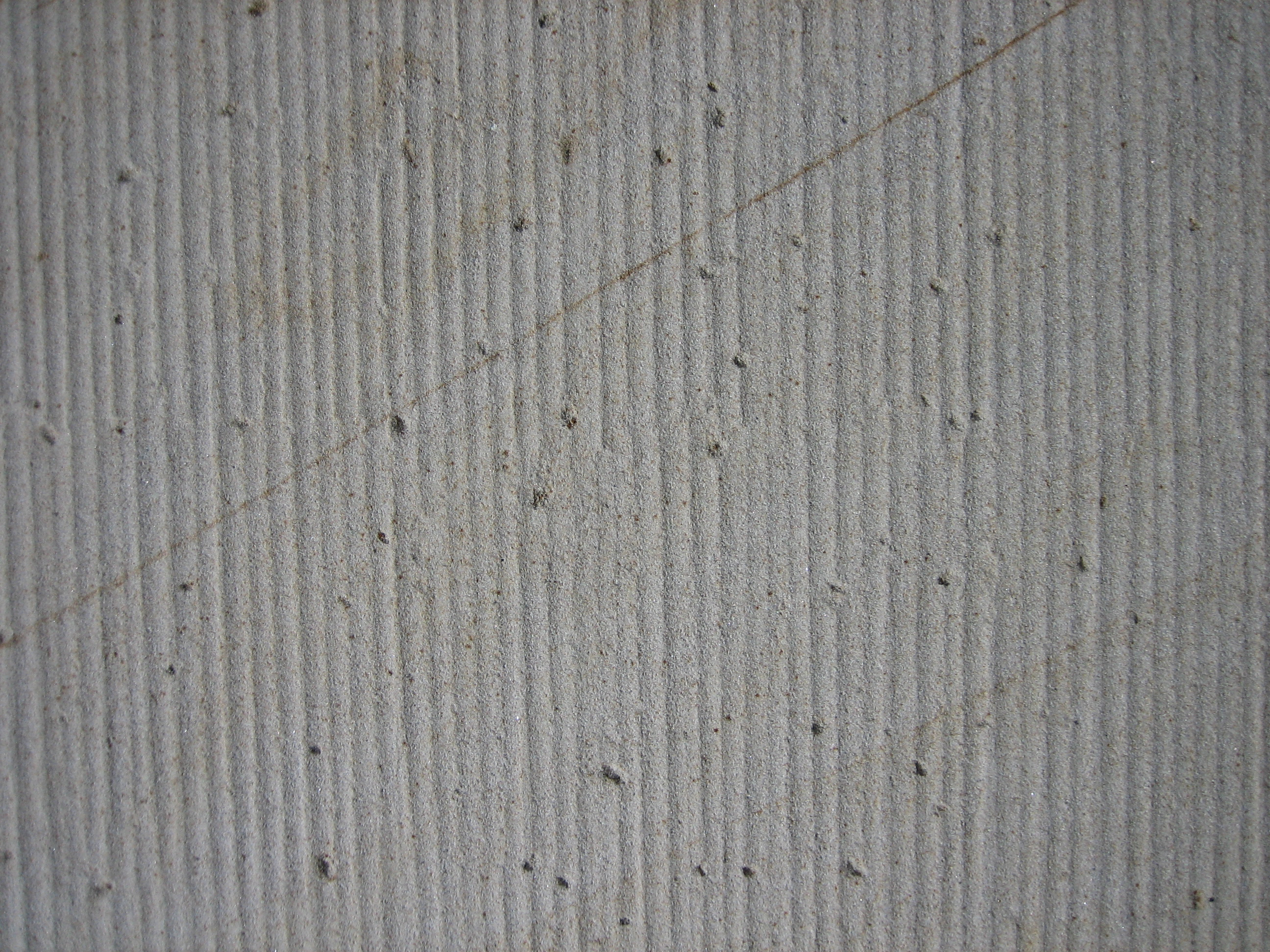
Scharrierte Steinoberfläche aus Sandstein

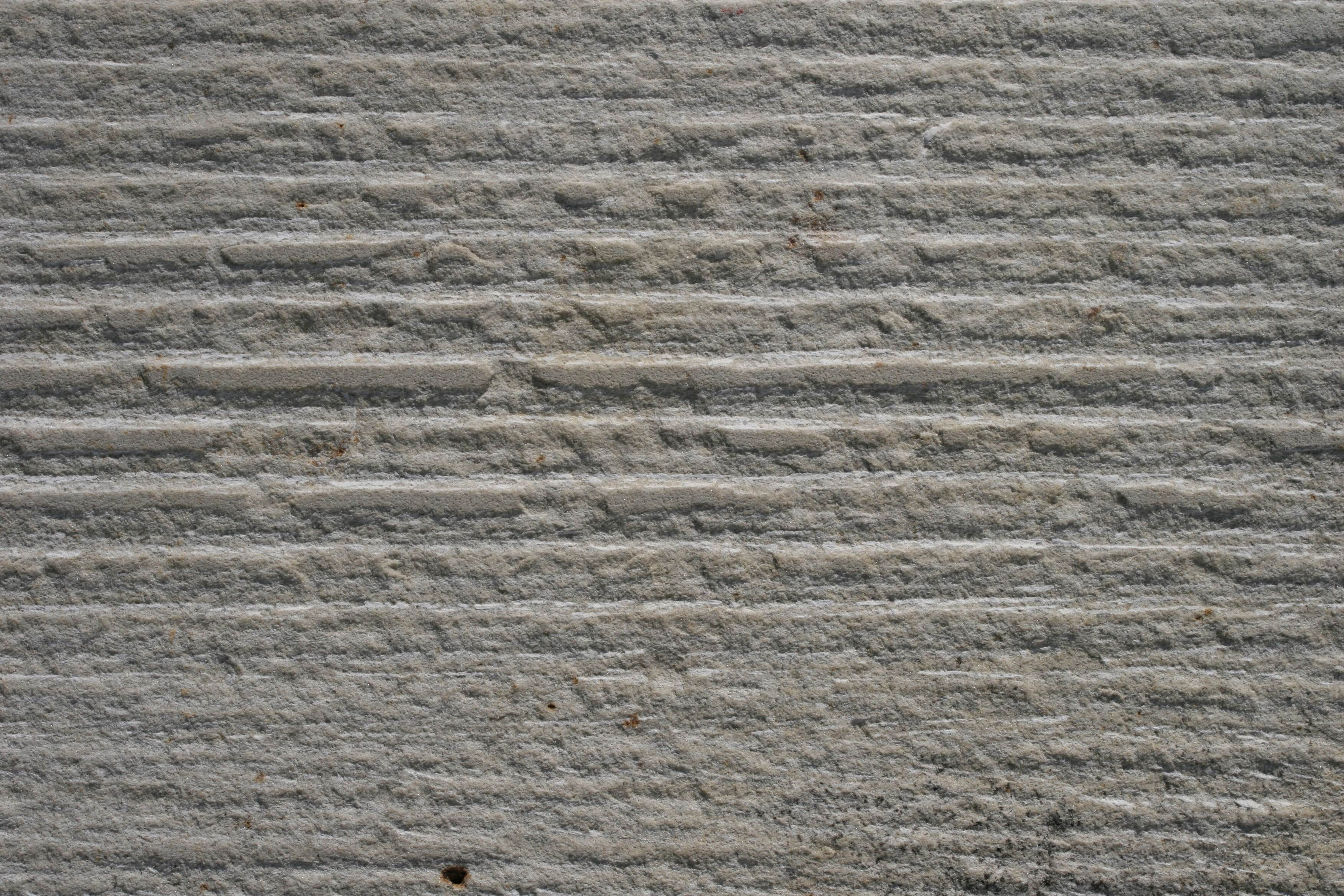
Maschinenscharrierte Steinoberfläche aus Obernkirchener Sandstein, Muster ca. 25 cm × 15 cm

Mit Scharriereisen, die wie breite Meißel aussehen, werden Werksteine von Steinmetzen endbearbeitet. Alle vorhergehenden Arbeitsabläufe, wie das Spitzen und Zahnen, müssen beendet sein. Die Scharriereisen haben unterschiedliche Schneidenbreiten und werden von Fachleuten als Viertel- oder Halbeisen bezeichnet. Ab einer Breite von etwa acht Zentimetern wird vom Scharriereisen gesprochen. Das Scharrieren erfordert eine perfekte Werkzeugführung, die eine lange Übung voraussetzt. Die Hiebe werden parallel angesetzt und müssen mit nahezu identischem Kraftaufwand unter Zuhilfenahme eines Knüpfels geschlagen werden. Die Steinmetzen tragen zum Erreichen der Parallelität vorher Hilfslinien auf den Stein auf. Scharrierte Oberflächen gibt es in zwei Ausführungen, rechtwinkelig in Linien und das sogenannte bunte Scharrieren. Scharrierhiebe im 60°-Winkel zur Außenkante nennt man gotisch. Beim bunten Scharrieren werden die parallelen Hiebe quadratisch entsprechend der Schneidenbreite eingesetzt. Durch Richtungswechsel in den Quadraten entsteht ein schachbrettartiges Muster. Neuerdings wurden von Steinindustriebetrieben maschinell hergestellte scharrierte Oberflächen angeboten. Das Ergebnis dieser Maschinenarbeit ist allerdings optisch unbefriedigend.
Scharrierhiebe können nur optimal ausgeführt werden, wenn die Steinfläche vorher handwerklich bearbeitet wurde und so ein rauer Materialüberhang im Millimeterbereich auf der Fläche abgearbeitet werden kann. Die Steinmetzen sagen dazu: „Wir brauchen zum Scharrieren Steinmaterial vor dem Eisen.“ Bei durch Steinkreissägen hergestellten Oberflächen können die Scharrierhiebe nicht entsprechend ausgeführt werden, weil der raue Materialüberhang fehlt. Steinmetzen sprechen in diesem Fall beim Scharrieren vom „Aufstelzen“ oder „Stelzen“.
Das Scharriereisen wurde Mitte des 15. Jahrhunderts in Deutschland eingeführt. Es war damals nur fünf Zentimeter breit. Erst im Barock und Rokoko wurden bis zu 16 cm breite Scharriereisen eingesetzt. Die Scharrierhiebe sind in einigem Abstand nicht mehr zu bemerken. Es entsteht der Eindruck glatter Flächen. Von nahem ist zu erkennen, dass das Scharriereisen Hohlkehlen in der Steinoberfläche erzeugt.
In der Zeit des Barocks erfanden die Steinmetzen Scharrierhiebe, die bis daumengroße segmentbogenförmige Kehlen bzw. Nuten hinterließen. Dabei wurden mehrere Hiebe in spezieller Werkzeughaltung ausgeführt. Sie werden heute als Hamburger Bauhieb bezeichnet. Scharrierte Backsteinoberflächen sind ein Kennzeichen früher romanischer Backsteinarchitektur in Holstein, in der Umgebung von Lübeck und an der Mittelweser.

### Frei vom Hieb
Frei vom Hieb bedeutet, dass die Werkzeugspuren im Weichgestein richtungslos verlaufen und kaum mehr als Hiebe zu erkennen sind. Nach den vorbereitenden manuellen Steinarbeiten, wie z. B. dem Zahnen, wird eine weitestgehend plane Fläche hergestellt, indem das Scharriereisen mit planem Schneidenanschliff zum Glätten von Steinüberständen und zur Beseitigung vorheriger Bearbeitungsspuren eingesetzt wird. Die Steinoberfläche kann mit Ebenheitstoleranzen von unter einem Millimeter hergestellt werden, indem sie laufend mit einem Richtscheit kontrolliert wird.
Eine Steinoberfläche, die frei vom Hieb ist, kann anschließend optimal scharriert werden.

### Gestockt

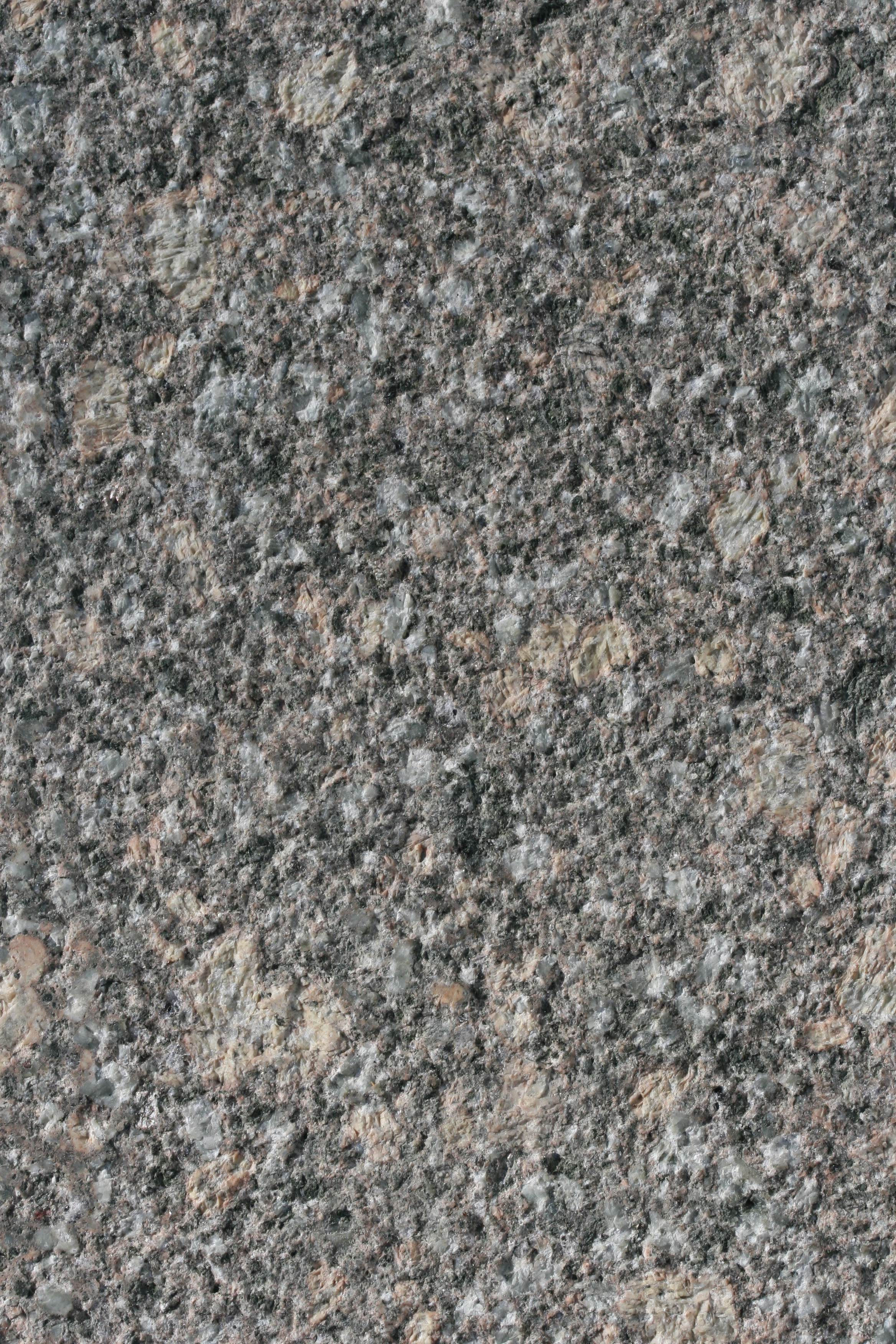
Gestockte Steinoberfläche aus Beuchaer Granitporphyr, Muster ca. 25 cm × 15 cm

Stocken von Steinoberflächen war ursprünglich eine klassische handwerkliche Flächenbearbeitung für Hartgesteine (z. B. Granite, Syenite, Granodiorite), die in manuellen Arbeitsabläufen vom Groben zum Feinen vor dem Schleifen und Polieren mit Steinschleifmaschinen in Form gebracht wurden. Dabei werden mit einem Stockhammer, dessen Arbeitsfläche wie die eines Küchen-Fleischklopfers mit pyramidenförmigen Zähnen aussieht, unterschiedlich raue Steinoberflächen erzeugt.
Unterschiede in der Rauheit werden durch die Größe der Zähne und damit dem Abstand der Zahnreihen zueinander bestimmt:
- Grobgestockt: Zahngrößen 10 bis 12 mm
- Mittelgestockt: Zahngrößen 6 bis 7 mm
- Feingestockt: Zahngrößen 4 bis 5 mm
- Fein und schleifgerecht gestockt: Zahngröße 4 mm
- Feinstgestockt: Zahngröße 3 mm

Außenbeläge können durch Stocken rutschsicher aus- oder nachgerüstet werden. 
Weichgesteine wie Marmor und Sandstein werden eher gezahnt.

### Geriffelt
Aus optischen Gründen wird die Steinoberfläche oft mit einem Riffelhammer aufgeschlagen, dessen Arbeitsfläche nicht wie die des Stockhammers Zähne, sondern nebeneinander mehrere dreieckförmige Schneiden aus Hartmetall besitzt. Beim Riffeln treffen die Schneiden auf die Steinoberflächen und es entsteht eine gerichtete streifige Oberflächenstruktur als Endbearbeitung. Der Riffelhammer wird beidhändig geführt und kann nur auf massiven Werksteinen verwendet werden, da Steinplatten bruchgefährdet wären.

### Geflammt

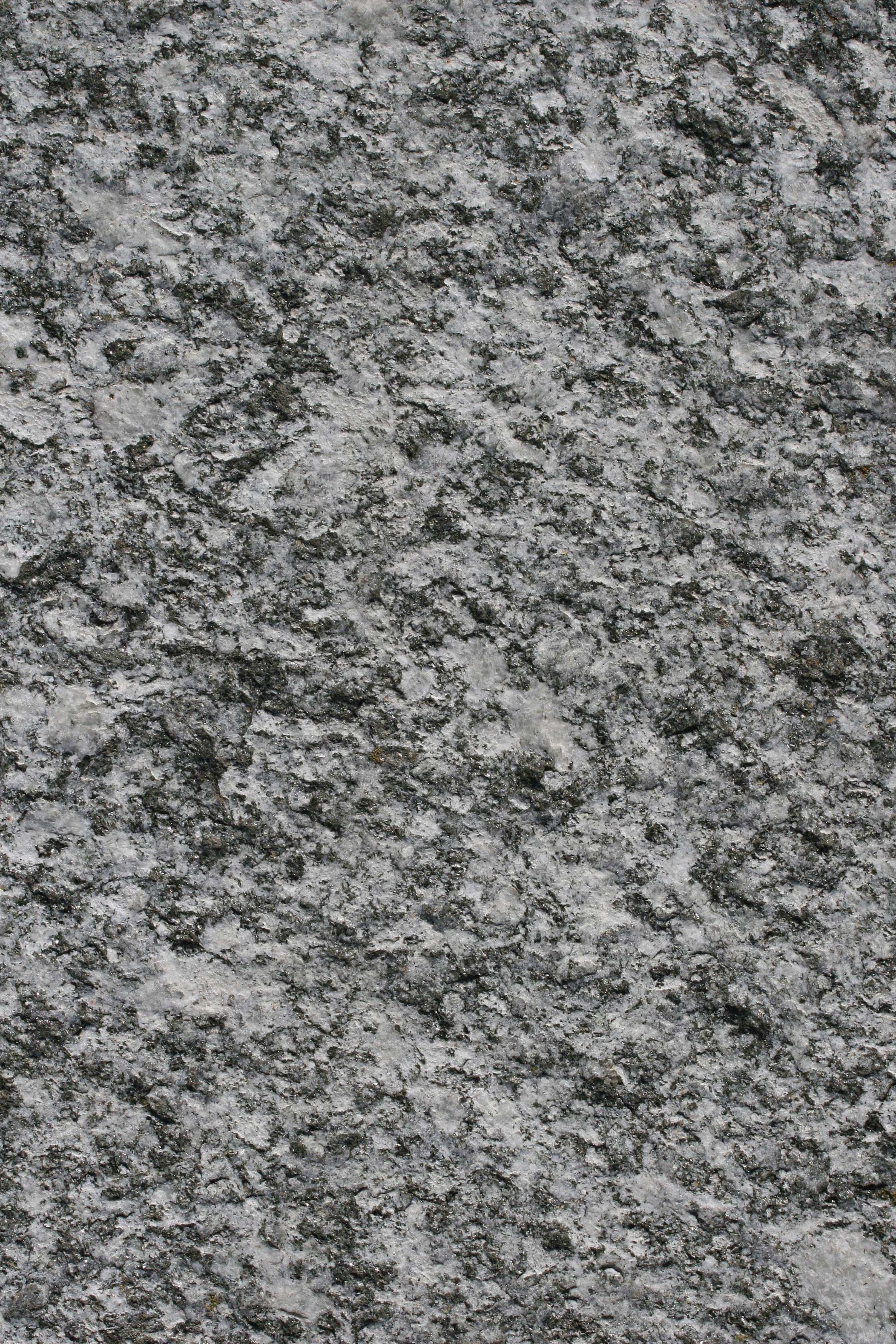
Beflammte Steinoberfläche aus Serizzo, einem Gneis, Muster ca. 25 cm × 15 cm

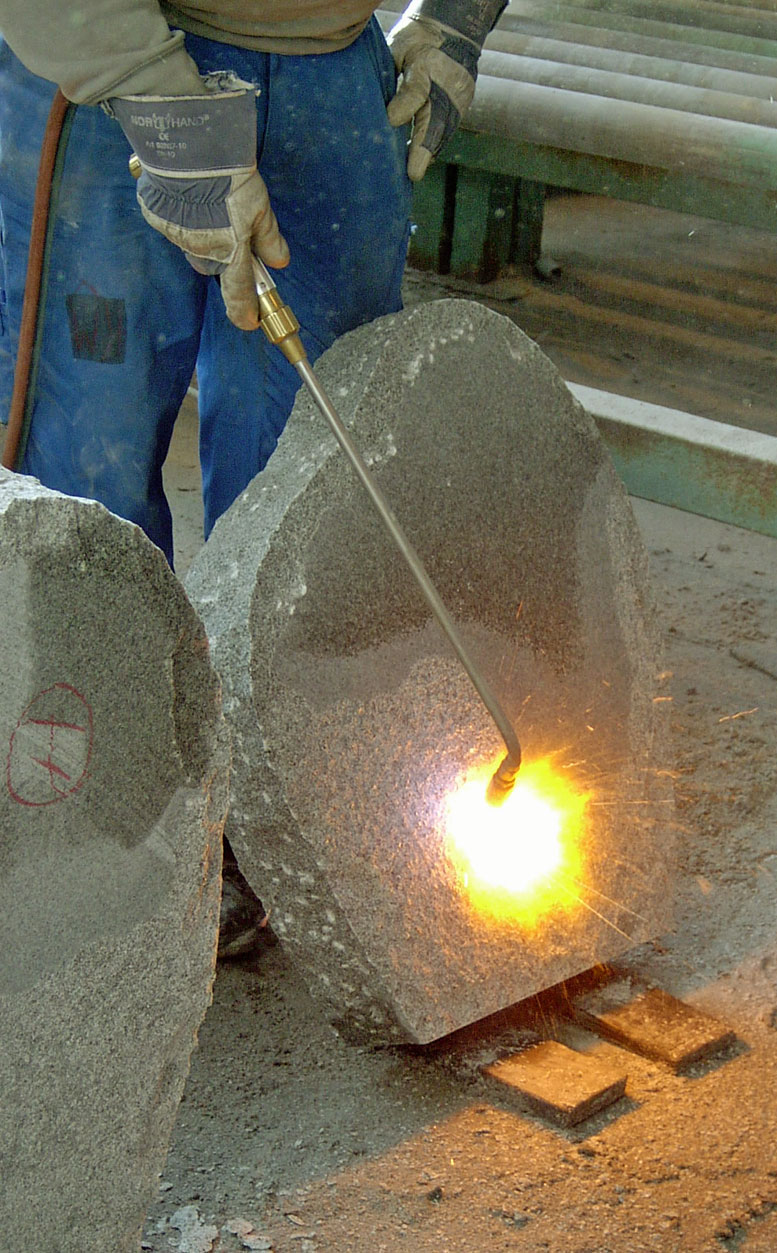
Manuelles Herstellen einer beflammten Oberfläche

Beim Flammen von Natursteinen werden glatte Steinoberflächen mit einem Acetylen-Sauerstoff-Brenner aufgeraut. Natursteine bestehen aus einem Gemenge von anisotropen Mineralien, die sie sich bei Temperaturveränderungen in verschiedenen Raumrichtungen unterschiedlich stark ausdehnen und dadurch brechen können. Das Mineral Pyroxen dehnt sich beispielsweise beim Erhitzen in einer der drei Raumrichtungen sehr stark aus. Dies führt beim Beflammen von Impala zum Aufschmelzen und Aufwölben der Oberfläche. Bei Quarz ergibt sich bei 573 °C eine sprunghafte Volumenvergrößerung, die zu intensiven Abplatzungen führt. Daher tragen Bediener beim manuellen Beflammen mit der Flammenlanze einen Gesichtsschutz.
Grundsätzlich lassen sich alle Hartgesteine flammen. Dabei entsteht eine relativ gleichmäßig raue Oberflächenstruktur. Vorsicht ist beim Beflammen gelber Granite geboten, da es zu einer Umwandlung des gelben Eisenoxids (Limonit) in rotes Eisenoxid (Hämatit) kommen kann. Die Steinoberfläche wird zwar aufgeraut, aber aus gelbem wird roter oder rötlicher Granit. Deshalb werden gelbe Granite in der Regel nicht geflammt. Belgisch-Granit, ein Kalkstein aus dem Devon, und bestimmte quarzhaltige Sandsteine stellen Ausnahmen dar, die geflammt werden können.
Geflammte Oberflächen zeichnen sich durch eine hervorragende Rutschsicherheit aus und werden deshalb vornehmlich im Außenbereich als rutschsicherer Belag verbaut. Anders als beim Stocken gibt es für geflammte Flächen keine kontrollierbare Abstufung von grob bis fein. Das Ergebnis des Beflammens ist abhängig von der Art des Naturwerksteins, den darin enthaltenen Mineralen und vom Temperatursprung, der beim Flammen entsteht. Dieser kann in der industriellen Serienfertigung durch die Abkühlung der erhitzten Fläche mit Wasser verstärkt werden.
Bereits verbaute Natursteine, die zu empfindlich sind, um nachträglich gestockt zu werden, lassen sich oft durch Flammen aufrauen.

### Sandgestrahlt

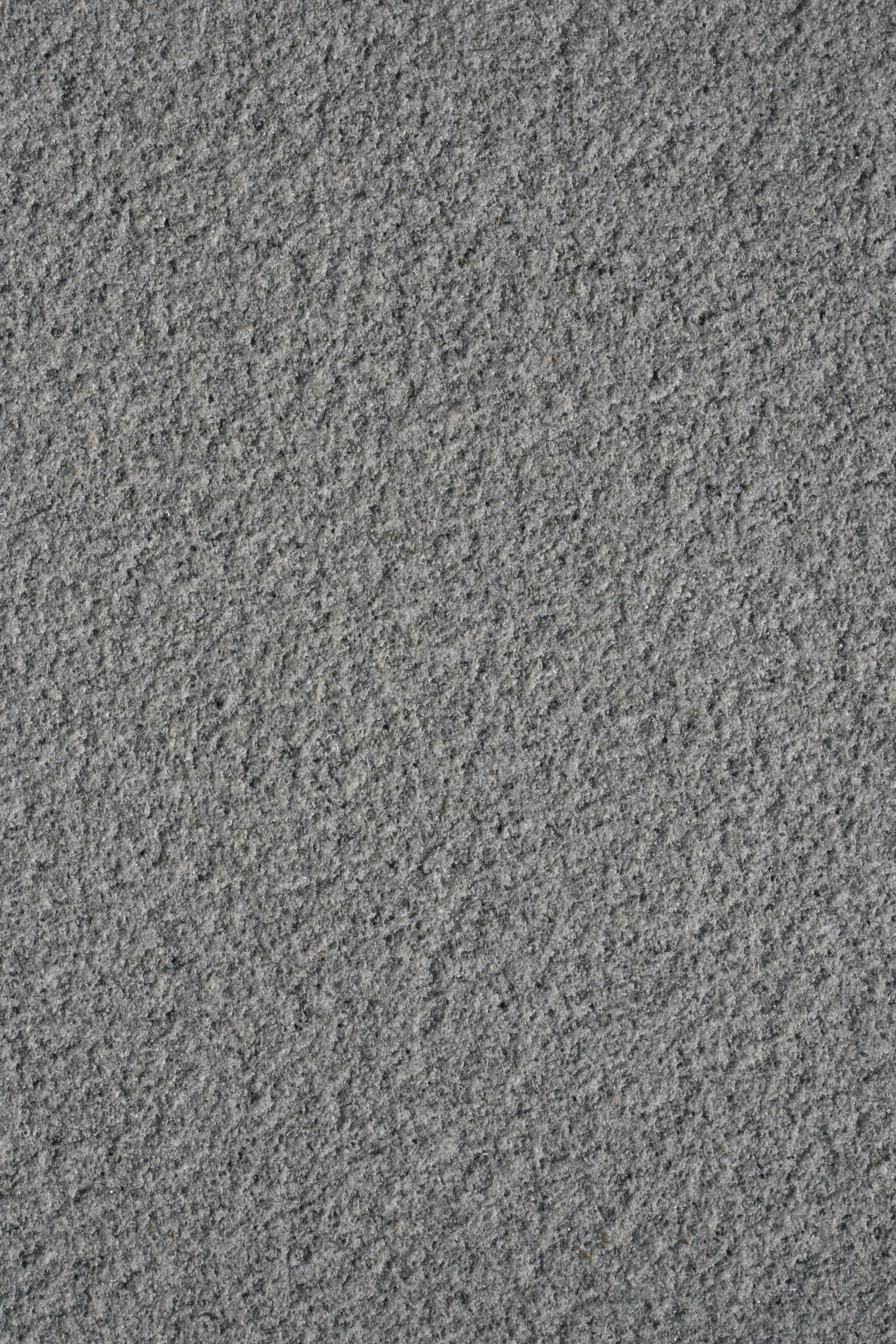
Sandgestrahlte Steinoberfläche aus Ruhrsandstein, Muster ca. 25 cm × 15 cm

Die Oberfläche wird mit Sandstrahlgeräten und Strahlmitteln unterschiedlicher Körnungen unter verschiedenen Drücken bearbeitet. Je nach Strahlgut, Strahldruck und Gesteinszusammensetzung kann eine grobe bis feine Oberfläche erzeugt werden. Als Strahlgut wird kein Quarzsand mehr verwendet, der beim Strahlen zu Silikose führen kann, sondern quarzfreie Materialien wie Korund.

### Gesandelt
Früher wurden Gesteine gesandelt, um eine Politur abzuschleifen oder vorzubereiten. Diese körperlich schwere Arbeit wurde noch in den Nachkriegsjahren durch manuelles Schleifen unter Einsatz verschiedener Sande durchgeführt, die mit einem speziellen Stahlklotz über die Oberfläche gerieben wurden.
Heute wird das Sandeln als Oberflächenbearbeitung mit stationären Gelenkarmschleifmaschinen unter Einsatz einer Schleifscheibe aus Stahl und mit Quarzsanden durchgeführt. Beim Sandeln entsteht eine matte und relativ glatte Oberfläche, die im Innenbereich rutschsicher ist, für den Außeneinsatz aber oft nicht rau genug ist. Die Rauheit gesandelter Flächen ist vergleichbar mit einem Schliff C 30 bis C 60 (siehe unten).

### Bruchrau und spaltrau
Bruchraue Oberflächen sind frei vom Hieb und wirken wie unbearbeitete (natürliche) Steinoberflächen. Sie wurden traditionell meist gestockt oder gezahnt, heute werden sie auch durch Abflammen hergestellt, nachdem die Oberfläche zuvor bereits gefräst oder geschliffen wurde. Bei geschichteten Sedimentgesteinen erhält man brauchraue Oberflächen auch durch das Aufspalten des Steins. 
Manche Gesteine weisen noch feinere und gleichmäßigere Lagen auf als die bei Sedimentgesteinen anzutreffende Schichtung. Diese werden als Schieferung bezeichnet und sind durch Umwandlungsprozesse im Erdinneren entstanden. 
Sowohl aus einigen geschichteten wie auch aus vielen geschieferten Gesteinen können mit Steinspaltwerkzeugen spaltraue Oberflächen hergestellt werden. Spaltraue Oberflächen finden entweder als Dachschindeln, Mauerwerksteine, Fassadenplatten oder Bodenbeläge Verwendung. Bei einem Einbau gespaltener Naturwerksteine ist auf die von Steinspaltwerkzeugen hinterlassenen Spuren, wie Keillöcher zu achten. Für spaltraue Bodenbeläge im Innenbereich werden vornehmlich schiefrige Gesteine, z. B. Alta-Quarzit, oder spaltbare Kalksteine wie Solnhofener Platten verwendet. Beim Verlegen von spaltrauen Natursteinplatten im Außenbereich muss auf ein ausreichendes Gefälle geachtet werden, damit das Wasser von den oft unebenen Spaltplatten zuverlässig abläuft.
Natursteinplatten werden auch als spaltrau und angeschliffen angeboten, wobei sie mit einer Schleifmaschine partiell überschliffen wurden. Dabei entsteht eine Steinoberfläche, die sowohl spaltraue als auch geglättete Partien aufweist.

### Getrommelt, antikisiert
Bei getrommelten oder antikisierten Bodenbelägen aus Naturstein handelt es sich um bereits aufs Maß gesägte Platten, die in einen Freifallmischer unter Zugabe von Quarzsand und Wasser gegeben werden. Bei Rotation der Mischtrommel reiben die Platten aneinander und die Steinkanten werden abgerundet. Je nach Körnung des Zugabematerials werden die Steinoberflächen geprellt und rau oder gerundet und geglättet. Das Verfahren kann den Steinplatten ein antikes Aussehen geben.

### Gefräst

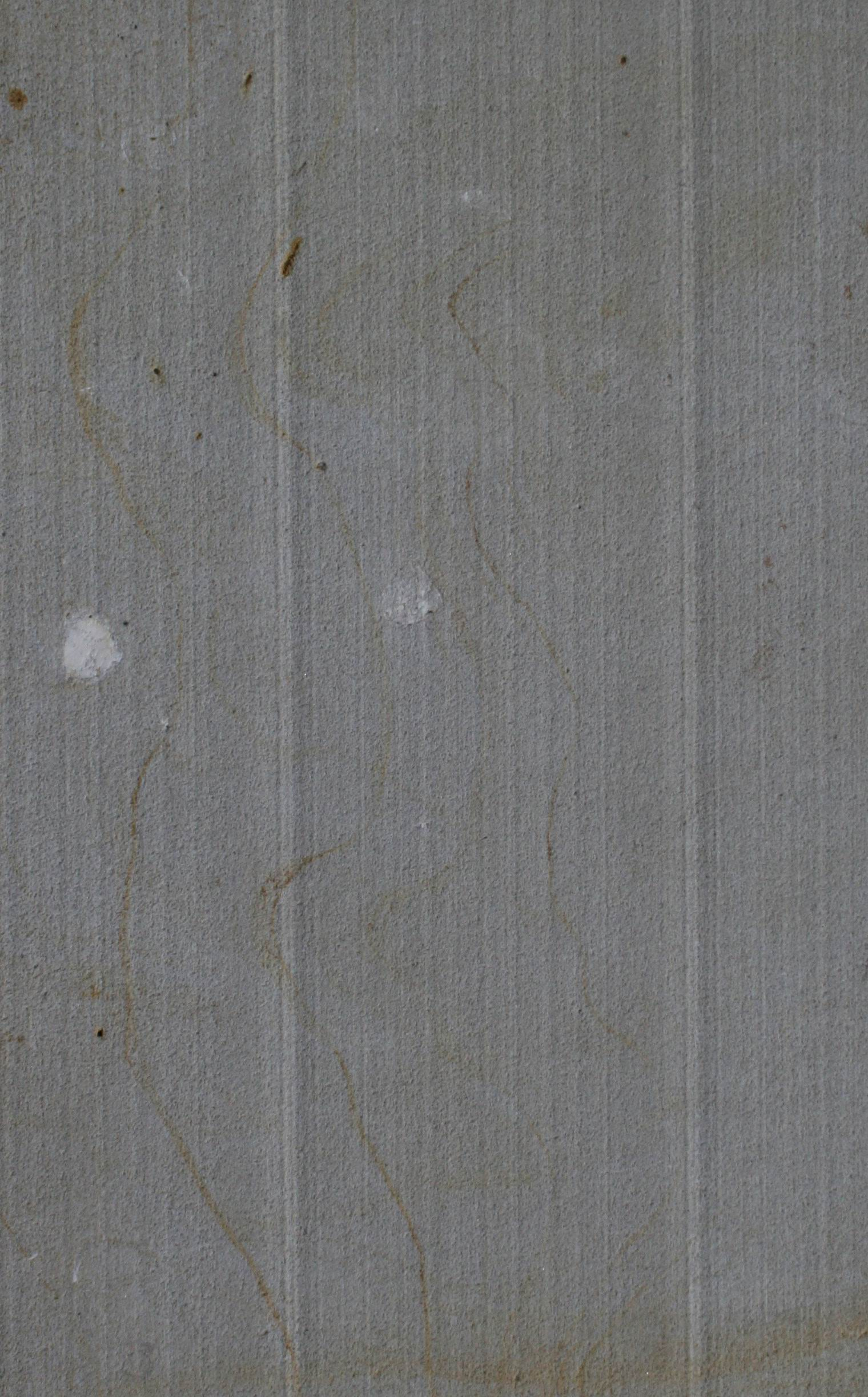
Mit Umfangsfräser hergestellte Steinoberfläche aus Obernkirchener Sandstein, Muster ca. 25 cm × 15 cm

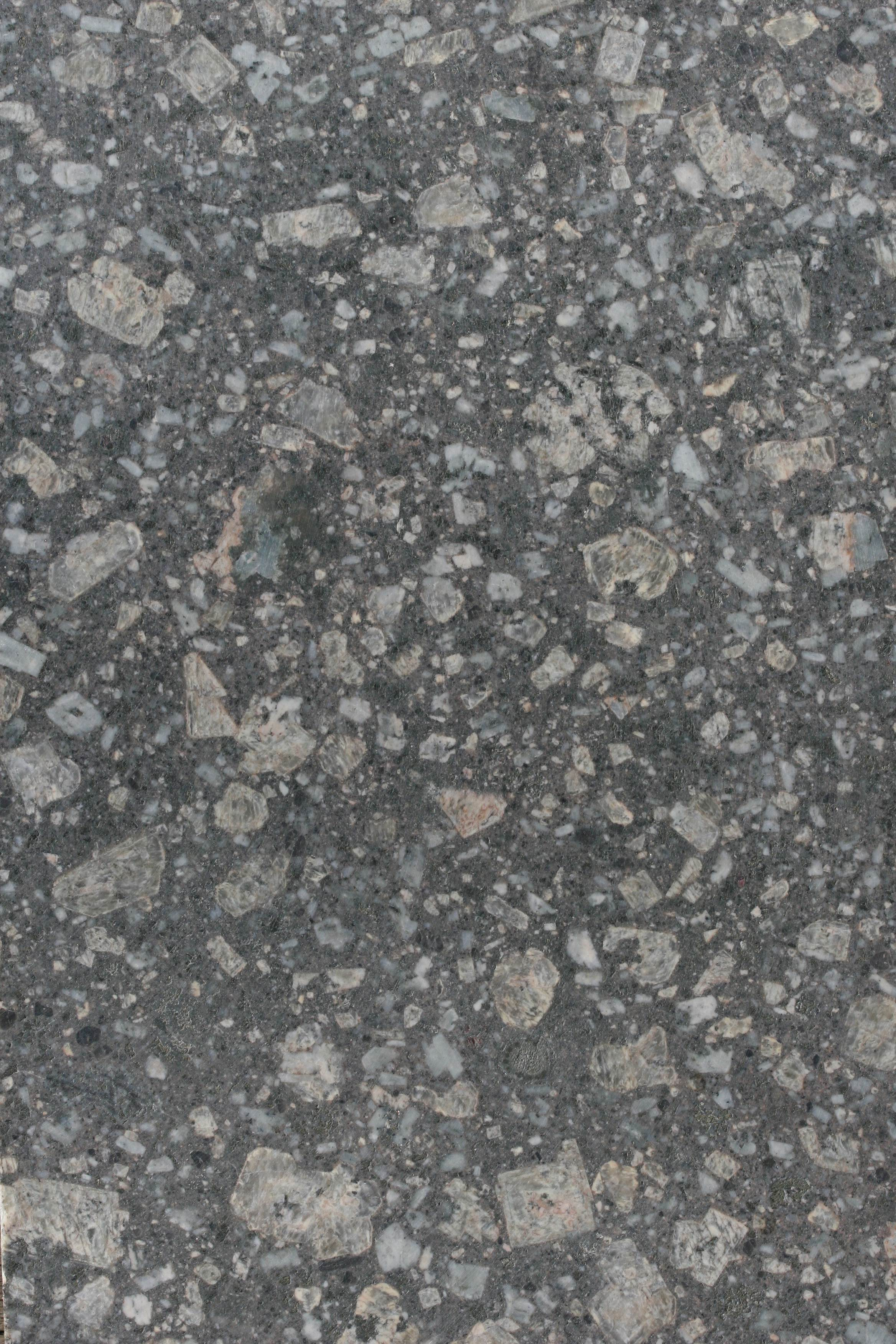
Geschliffene Steinoberfläche aus Beuchaer Granitporphyr, Muster ca. 25 cm × 15 cm

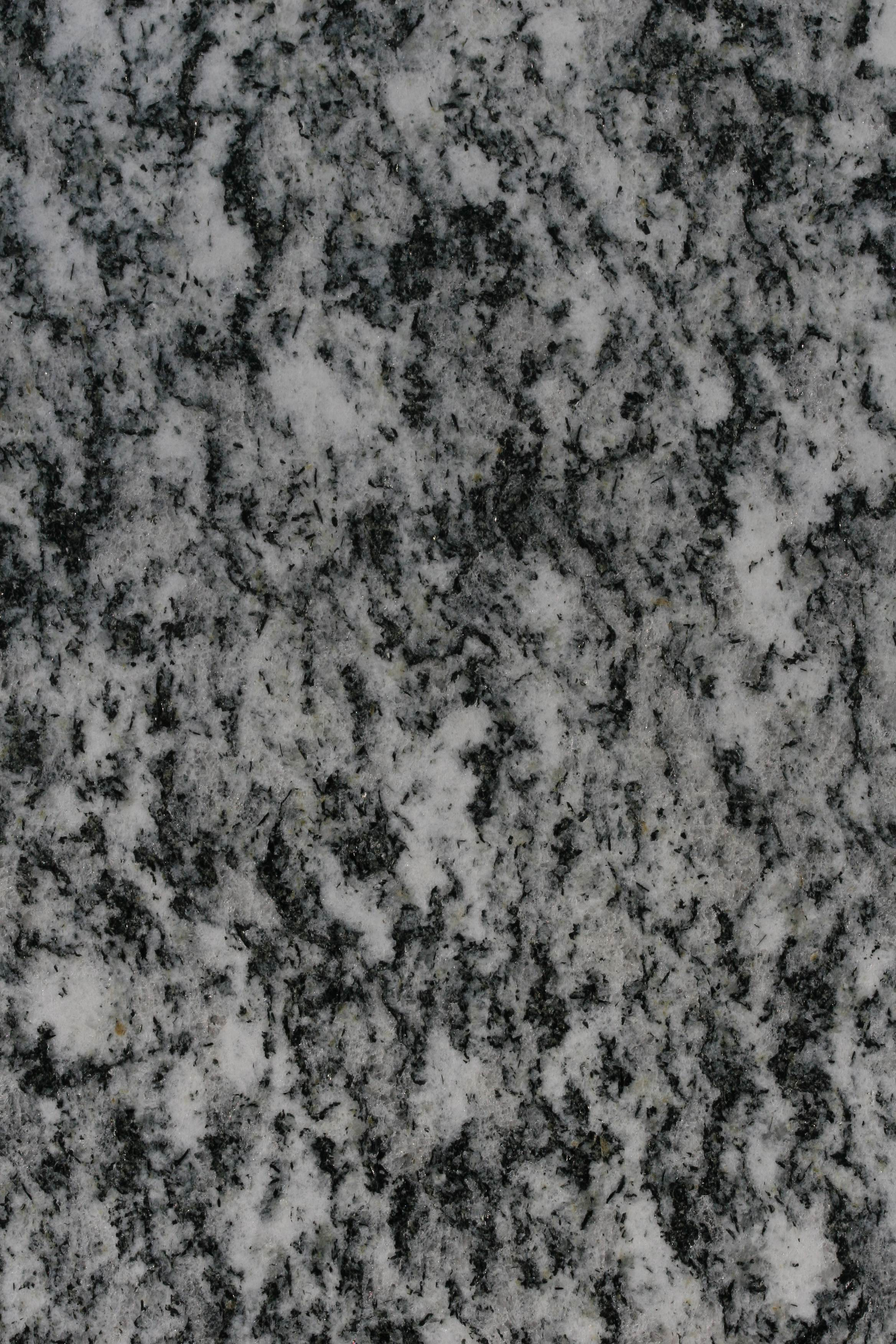
Polierte Steinoberfläche aus Serizzo, Muster ca. 25 cm × 15 cm

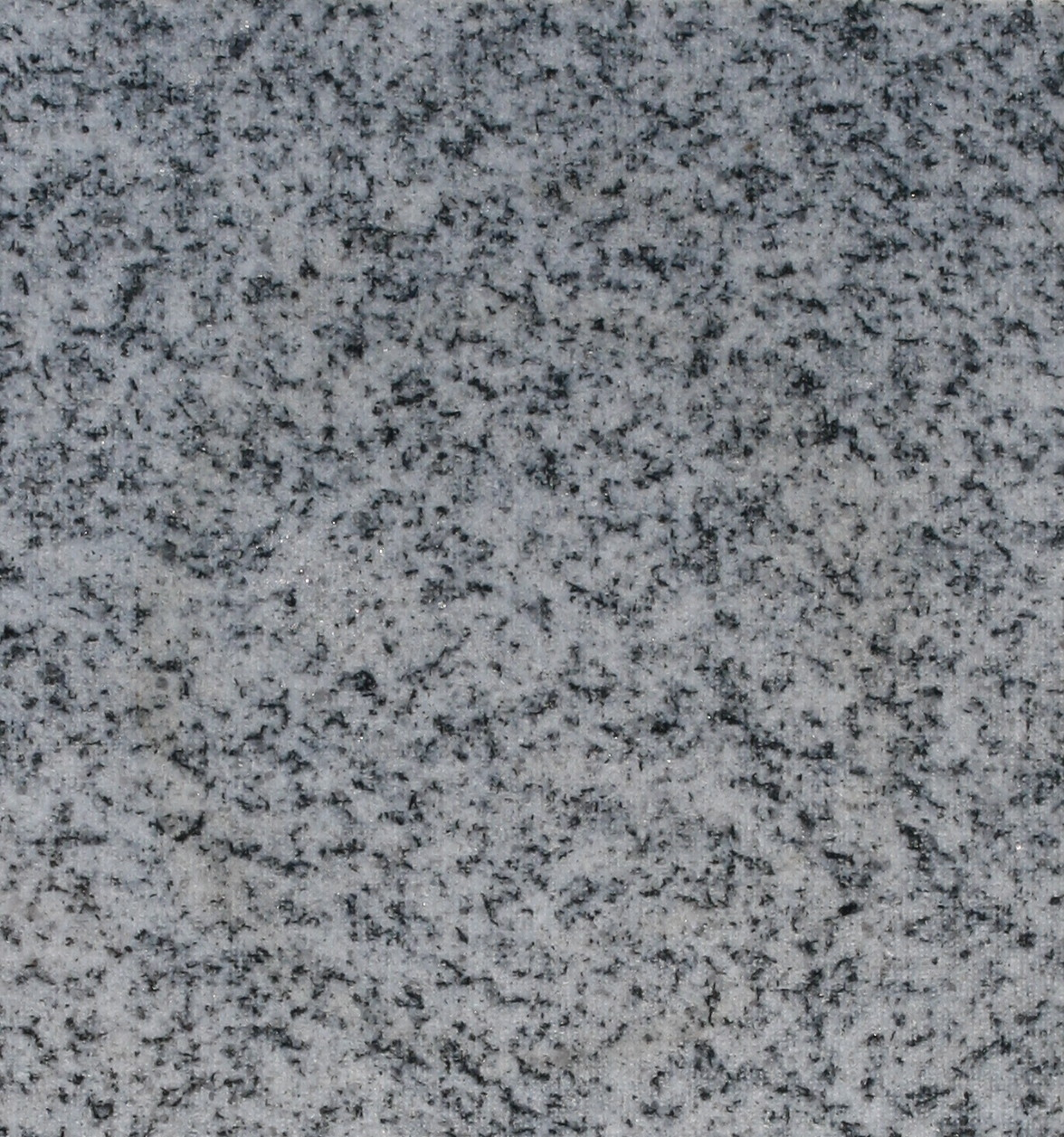
Gelaserte Steinoberfläche aus Granit, Muster ca. 10 cm × 10 cm

Gefräste Oberflächen werden mit Steinkreissägen hergestellt. Dabei wird anstelle eines Sägeblatts ein sogenannter Umfangsfräser eingesetzt. Umfangsfräser sind ca. vier Zentimeter breit und mit Hartmetall-Scheiben ausgerüstet, in die kleine künstliche Diamanten eingearbeitet sind. Beim Einsatz des Umfangfräsers entstehen rillenförmige Bahnen (siehe Abbildung) in der Breite des Fräsers.

## Feinbearbeitungen

### Schleifen

#### Schleifen manuell
Die Bearbeitung mit Schleifmitteln gehört zu den ältesten Bearbeitungsform für Natursteine. Schleifen war früher eine schwere körperliche Arbeit, die ohne Maschineneinsatz durchgeführt wurden musste.
Mit Schleifsteinen und verschiedenen Sanden wurde in monotoner Arbeit mit einseitiger körperlicher Bewegung und Beanspruchung die Steinoberfläche feingeschliffen. Abschließend wurde die Steinfläche durch die Verwendung von „klassischen Seifen“ und Bienenwachs auf Hochglanz gebracht.
J. W. v. Goethe beschreibt anlässlich eines Besuches in Berlin im Jahre 1828 die Einführung maschineller Bearbeitungsverfahren: „Man fing an […] große Geschiebe zu spalten und aus den gewonnenen Stücken Säulenschäfte zu bearbeiten, […] welches alles dadurch möglich ward, daß man sich zur Bearbeitung nach und nach der Maschinen bediente. Die beiden Steinmetzmeister Wimmel und Trippel haben sich bis jetzt in diesen Arbeiten hervorgetan.“ Als Erfinder der Granitschleiftechnologie gilt der Steinmetz Erhard Ackermann.

#### Schleifen maschinell
Heute wird mit modernen Steinschleifmaschinen mit rotierenden Schleifscheiben und Schleifmitteln geschliffen. In den Schleifscheiben befinden sich mineralische Schleifkörner oder Diamanten. Es gibt keine einfache Möglichkeit, die Oberflächenrauheit nach dem Schleifen genau zu bestimmen. Der Schliff wird z. B. mit C 120 gekennzeichnet. Das C steht für Carborundum (Siliciumcarbid), die Zahl steht für die Korngröße und ist in der für Schleifmittel üblichen Einheit Mesh angegeben. Der resultierende Oberflächenschliff hängt neben der Korngröße unter anderem von der Art des bearbeiteten Natursteins sowie der verwendeten Technik ab. Gelenkarmschleifmaschinen können andere Ergebnisse produzieren als automatisierte Schleifstraßen oder handgeführte Schleifmaschinen. Ferner sind die Eigenschaften des Schleifkörpers, das Bindemittel und die Schärfe des Schleifkorns zu berücksichtigen. Die Mikrorauheit und Rutschsicherheit variiert selbst bei Verwendung des gleichen Schleifkörpers je nach Material deutlich.
Auch fein geschliffene Steinoberflächen zeigen im Gegenlicht Schleifspuren. Je nach Mineralzusammensetzung und -verteilung sind deutliche Glanzunterschiede nicht vermeidbar.
Geschliffene Oberflächen haben den Vorteil, dass die Oberfläche bei Bedarf einfach neu überschliffen werden kann, wenn Abnutzungsspuren sichtbar sind (schleichende Verglättung) oder um Verlegefehler (sogenannte Überzähne) auszugleichen.
Vergleichstabelle: Geschliffen, poliert, und mit dem Laser bearbeitet
| Schleifkörnung       | Bearbeitung            | Optik der Oberfläche                                                                           |
| -------------------- | ---------------------- | ---------------------------------------------------------------------------------------------- |
| C 30                 | sehr grob              | deutliche Schleif- und Sägespuren, Steinfarbe und -textur kaum erkennbar                       |
| C 60                 | grob                   | deutlich fühlbare Schleifspuren, Steinfarbe und -textur wenig erkennbar                        |
| C 90                 | mittel                 | von oben sichtbare Schleifspuren, sehr blasse Farben, grobe Steintexturen erkennbar            |
| C 120                | mittel                 | im Streiflicht deutlich sichtbare Schleifspuren, blasse Farben, Steintextur erkennbar          |
| C 180                | mittel bis fein        | etwas glatter beim Angreifen, ansonsten wie C 120                                              |
| C 220                | feinerer Schliff       | Steinfarben und -texturen gut zu erkennen, Schleifspuren im Streiflicht sichtbar               |
| C 320                | seidenmatte Oberfläche | Schleifspuren im Streiflicht immer noch sichtbar                                               |
| C 400                | seidenmatte Oberfläche | Biotite glänzen schon, Farbe gut zu erkennen, Schleifspuren im Streiflicht immer noch sichtbar |
| poliert und gelasert | teilpoliert            | optimierte Oberfläche, Laserstruktur im Streiflicht erkennbar                                  |
| C 600                | fast poliert           | optimierte Oberfläche, Schleifspuren im Streiflicht immer noch sichtbar                        |
| C 800                | je nach Material       | Politureffekt vom Material abhängig, Schleifspuren im Streiflicht meist noch erkennbar         |

### Poliert
Nicht alle Steinoberflächen können poliert werden.
Hartgesteine, wie Granit, Basalt oder Gabbro können mit Polierschleifkörnung so weit ausgeschliffen werden, dass keine Schleifspuren mehr erkennbar sind, auch nicht im Streiflicht. Dennoch sind Glanzunterschiede zwischen den einzelnen Mineralien (vor allem Biotit) z. B. bei Graniten erkennbar. Deshalb liegt hier keine echte Politur vor, sondern nur eine teilpolierte Oberfläche.
Auf weichen Kalksteinen wie den Solnhofener Platten kann durch Feinschliff nur eine matte Politur erzeugt werden. Eine echte Politur kann auf Marmor und Kalkstein unter Zuhilfenahme von Oxalsäure oder Kleesalz erzeugt werden. Dabei werden an der Natursteinoberfläche Calciumoxalate gebildet, die besonders stark Licht reflektieren.
Der Nachteil einer polierten oder teilpolierten Oberfläche von Fußboden- und Treppenbelag liegt in der unzureichenden Rutschsicherheit. In öffentlichen Gebäuden und in Arbeitsstätten werden Rutschsicherheitswerte (z. B. R 9) gefordert. Ein Vorteil von polierten und gelederten Flächen ist die gute Reinigungsfähigkeit.

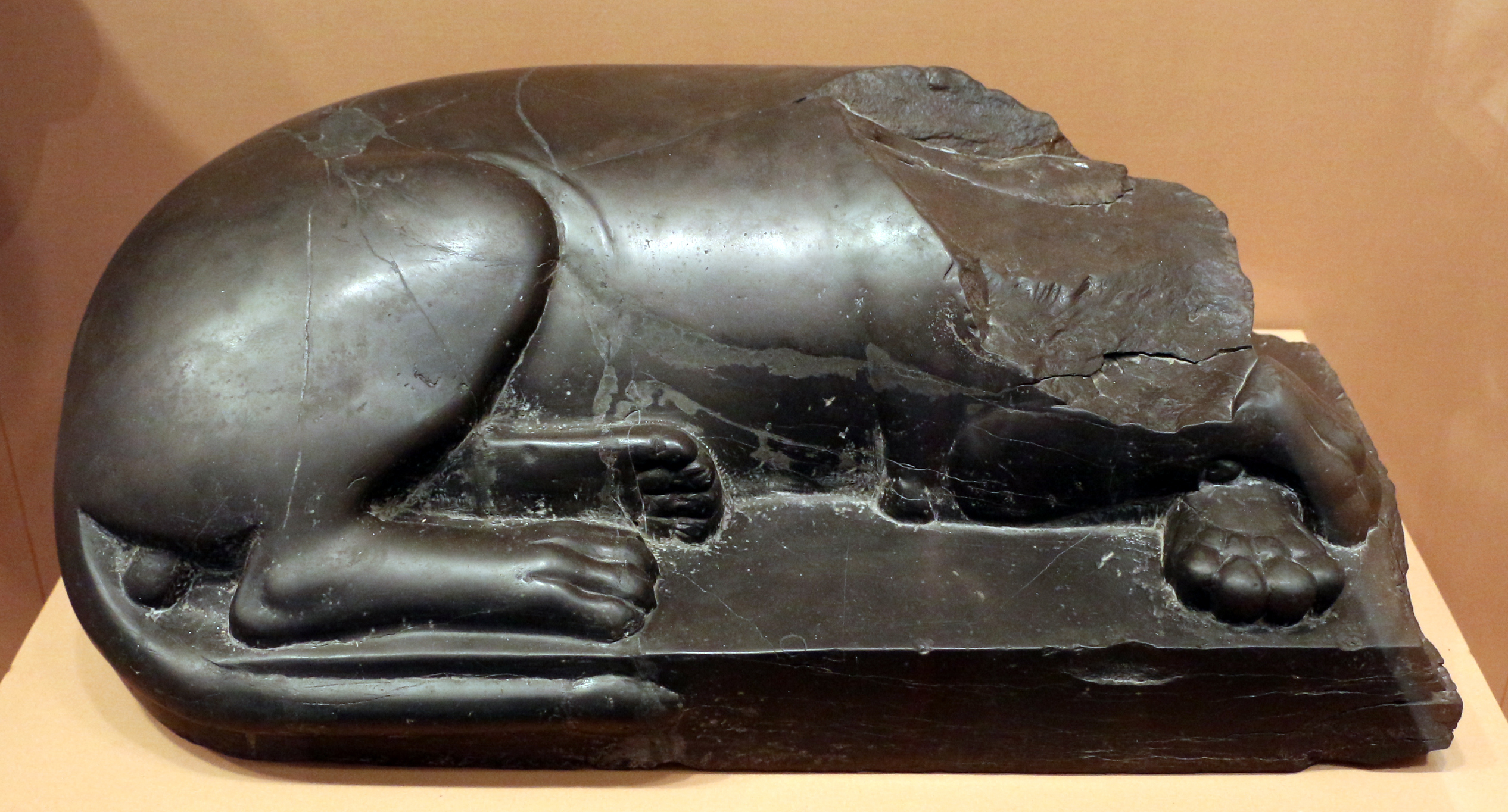
Polierter Torso aus Persepolis, 5. Jh. vor Chr.
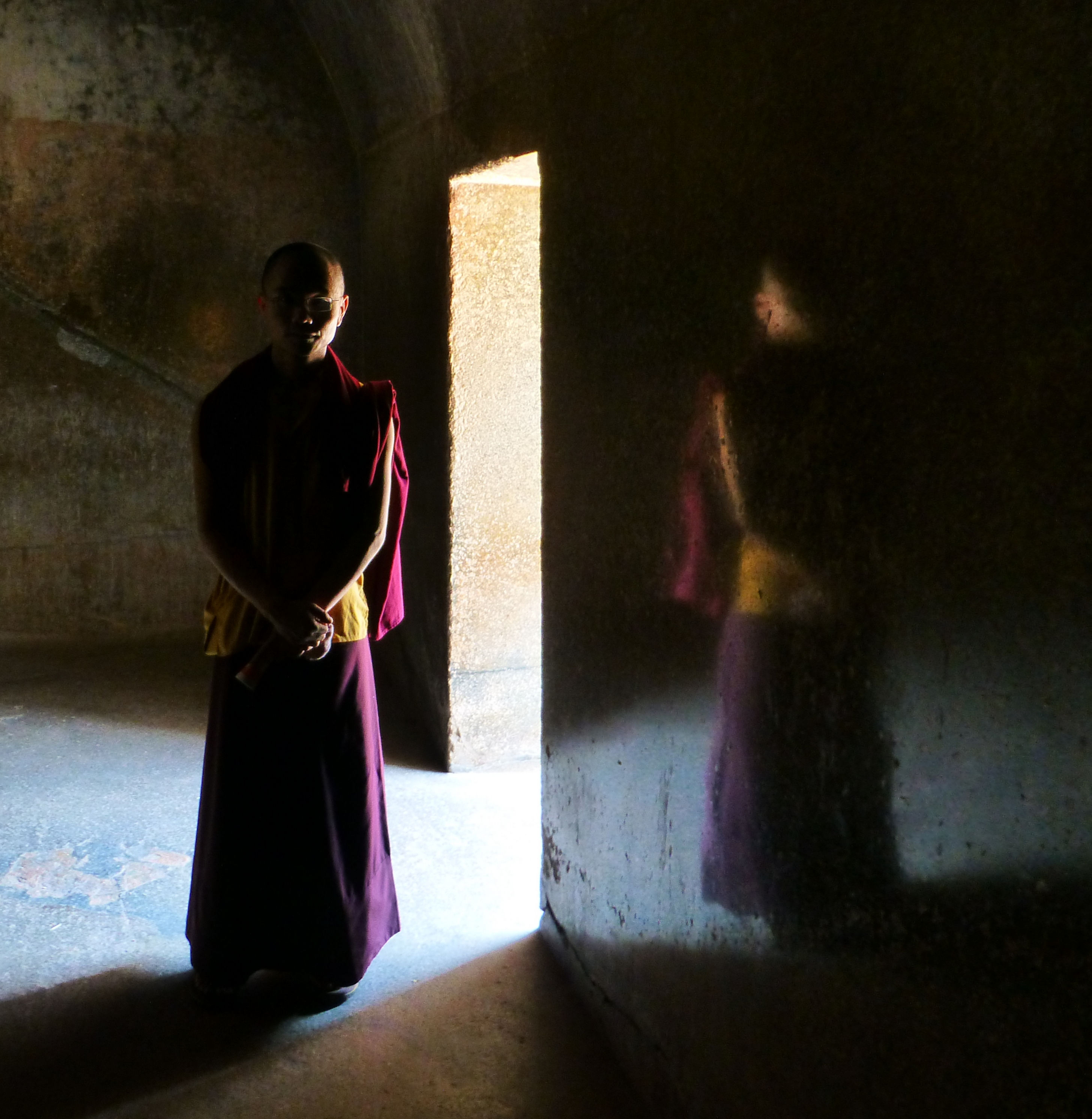
Polierte Wände der Barabar-Höhlen, Maurya-Reich, 3. Jh. vor Chr.
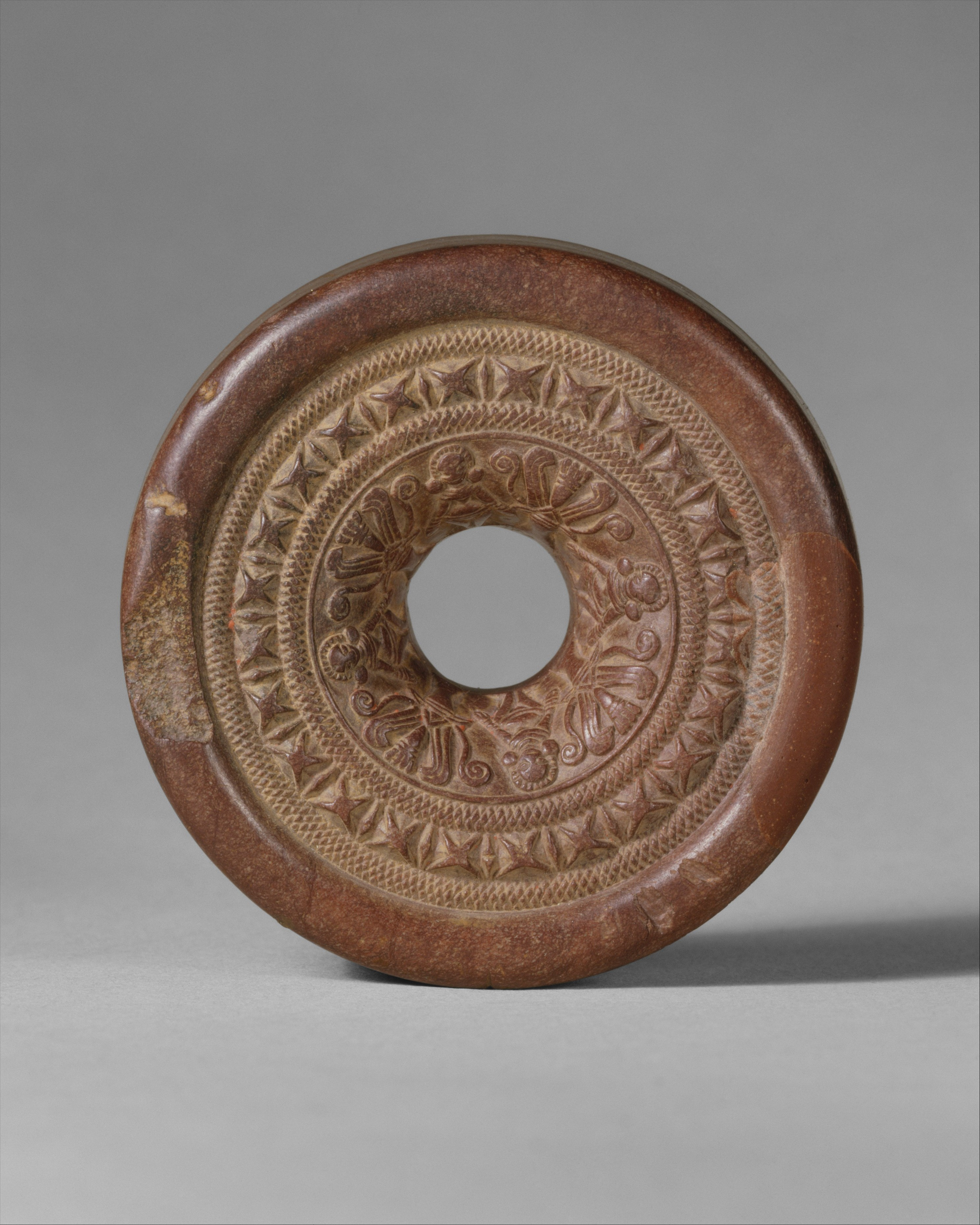
Polierter Ringstein, wohl aus dem Maurya-Reich

### Poliert und gelasert
Mit der Lasertechnik für Naturstein, erfunden im Fraunhofer-Institut für Werkstoff- und Strahltechnik IWS in Dresden, kann die Oberfläche sowohl im Werk als auch nach dem Verlegen bearbeitet werden, um z. B. Rutschsicherheitswerte nach DIN 51130 zu erreichen. Mobile Lasergeräte werden bislang jedoch noch kaum eingesetzt. Je nach Material ist mit einer optischen Beeinflussung des Erscheinungsbildes zu rechnen. Das Verfahren erhöht die Rutschfestigkeit durch in die Oberfläche gebrannte Mikroporen. Der Glanz der polierten Steinoberfläche bleibt weitgehend erhalten. Je nach Reinigungsverfahren bleibt die Rutschsicherheit langfristig erhalten. Gegenüber chemischer Anätzung besteht nicht die Gefahr der Verfärbung des Steins. Aufgrund der höheren Kosten werden zurzeit noch überwiegend konventionell mattgeschliffene Steinoberflächen eingesetzt, die aber aufwändiger zu reinigen sind.

### Poliert und mikrogestrahlt
Beim Mikro-Strahlverfahren werden Mikroporen mechanisch in die polierte Oberfläche eingestrahlt, um eine Rutschsicherheit entsprechend DGUV Regel 108-003 (ehem. BG Regel 181/DIN 51130) im gewerblichen Bereich oder nach GUV-I 8527 (DIN 51097) im nassbelasteten Barfußbereich zu erreichen. Im Gegensatz zur Lasertechnik werden die Mikroporen nicht rasterförmig, sondern gestreut und ohne erkennbare Richtung in die Oberfläche eingebracht, ansonsten ähneln sich die Ergebnisse.

### Chemisch angeätzt
Mit einer Anätzung durch Säuren werden polierte oder feingeschliffene Steinoberflächen werksseitig oder nach dem Einbau des Fußbodenbelags bearbeitet, um etwa die Bewertungsgruppe der Rutschsicherheit R 9 nach DIN 51130 zu erreichen. 
Die Anätzung der Steinoberfläche kann neben optischen Beeinträchtigungen, Verfärbungen im eingebauten Fußboden hervorrufen. Bei einem Einsatz der Flusssäure, die in der Lage ist, Quarz in Hartgesteinen anzuätzen, sind besondere Arbeitsschutzmaßnahmen für das Personal zu ergreifen, weil diese Säure hochgiftig ist.
Aus Australien kam eine sandgestrahlte und geätzte Oberfläche unter dem Namen Bright Etched auf den deutschen Markt. 

### Geflammt und gebürstet
Insbesondere Fußbodenbeläge werden seit der Jahrtausendwende vermehrt geflammt und gebürstet. Im Fertigungswerk wird die Gesteinsoberfläche zunächst durch das Abflammen aufgeraut (siehe oben). Mit Hilfe von Stahlbürsten oder mit Schleifkörnung besetzten Kunststoffbürsten wird die raue Oberfläche wieder geglättet. Da sich die Borsten der Oberfläche anpassen, werden jedoch lediglich die beim Flammen entstandenen Kristallkanten gebrochen und geschlichtet, während die leichte Welligkeit der Oberfläche bestehen bleibt. Die Oberfläche fühlt sich samtweich an, ist aber makrorau.

### Jetgestrahlt
Diese relativ neue Bearbeitung ist nicht normativ definiert und jeder Hersteller produziert in seinen Werken seine „Jetstrahlung“ mit Wasser und Schleifmitteln. Die Oberfläche, die in diesem Arbeitsablauf entsteht, ist mit den gebürsteten Oberflächen zu vergleichen (siehe weiter oben).

## Kantenbearbeitung
Die jeweiligen Oberflächenbearbeitungen korrespondierten mit den Kantenbearbeitungen. Neben winkelrechten Kanten gibt es profilierte Kanten wie beispielsweise Fase, Rundstab, Hohlkehle und auch mehrfach zusammengesetzte Profilierungen.

## Steinoberflächen und Rutschsicherheit
Nach der deutschen Berufsgenossenschaftlichen Regel (BGR) 181 gelten Mindestanforderungen für die Rutschsicherheit in öffentlichen Räumen.
Die Rutschsicherheitswerte reichen von R 9 bis R 13:
- R 9 für Innenbodenbeläge in allgemeinen Bereichen (Büro)
- R 10 für öffentliche Toiletten
- R 11 für Ladeneingänge und Treppen außen sowie in Küchen für Gemeinschaftsverpflegung in Wohnheimen, Kindertagesstätten, Sanatorien
- R 12 für Krankenhausküchen und Küchen, in denen mehr als 100 Gedecke täglich bereitgestellt werden
- R 13 für Bodenbeläge in Schlachthöfen

In Schwimmbädern und Saunen gelten Buchstabenwerte:
| Bewertungsgruppe | Anwendungsbeispiel  |
| ---------------- | ------------------- |
| A                | Umkleideräume       |
| B                | Duschräume          |
| C                | Durchschreitebecken |

## Frei gestaltete Steinoberflächen
Seit den 1960er Jahren weichen Steingestalter von den handwerklichen Regeln der Steinbearbeitung ab. Ein rationeller Arbeitsablauf erfolgte traditionell nach dem Grundsatz vom Groben zum Feinen. Insbesondere bei Hartgesteinen wurde die Steinfläche zunächst gespitzt und mit immer feineren Stockhämmern geglättet und anschließend poliert.
Heute werden Steinoberflächen auch frei bearbeitet, indem die Bearbeitungsabläufe individuell nach dem gestalterischen Auge des Künstlers erfolgen, der auf gestalterische Optik und Wirkung zielt. Beispielsweise wird eine Steinoberfläche zunächst gestockt, dann gespitzt und abschließend poliert. Unter Umständen wird nicht die gesamte Steinoberfläche, sondern lediglich einzelne Partien poliert, wodurch teilpolierte und teilraue Flächen entstehen. Die freie Oberflächengestaltung findet sich häufig auf Skulpturen, gestalteten Steinwänden und künstlerisch bzw. kunsthandwerklich gestalteten Grabsteinen.

## Richtlinien und Normen
- Deutschland
  - DIN 18332 Teil C: Allgemeine Technische Vertragsbedingungen für Bauleistungen (ATV); Naturwerksteinarbeiten
- Österreich
  - ÖNORM B 2213 Steinmetz- und Kunststeinarbeiten – Werkvertragsnorm
- Schweiz
  - Norm SIA 118/246 Allgemeine Bedingungen für Natursteinarbeiten
- Europa
- Begriffe und Definitionen:
  - EN 12670 Naturstein – Terminologie
  - EN 12440 Naturstein – Kriterien für die Bezeichnung
- Prüfnormen für Naturwerkstein als Bodenbeläge:
  - EN 1926 Prüfverfahren für Naturstein – Bestimmung der Druckfestigkeit
  - EN 1936 Prüfung von Naturstein – Bestimmung der Reindichte, der Rohdichte, der offenen Porosität und der Gesamtporosität
  - EN 12371 Prüfung von Naturstein – Bestimmung des Frostwiderstandes
  - EN 14157 Prüfverfahren für Naturstein – Bestimmung des Widerstandes gegen Verschleiß
  - EN 14231 Prüfverfahren für Naturstein – Bestimmung des Gleitwiderstandes mit Hilfe des Pendelprüfgerätes
  - EN 1341 Natursteinplatten für Außenanwendungen – Anforderungen und Prüfverfahren
  - EN 1343 Bordsteine aus Natursteine für Außenbereiche – Anforderungen und Prüfverfahren
- Produktnormen:
  - EN 12057 Fertigerzeugnisse, Fliesen
  - EN 12058 Bodenplatten und Stufenbeläge

## Werkzeuge zur Herstellung von Steinoberflächen
Nachfolgend werden Werkzeuge der Steinmetzen gezeigt, mit denen Natursteinoberflächen hergestellt werden.

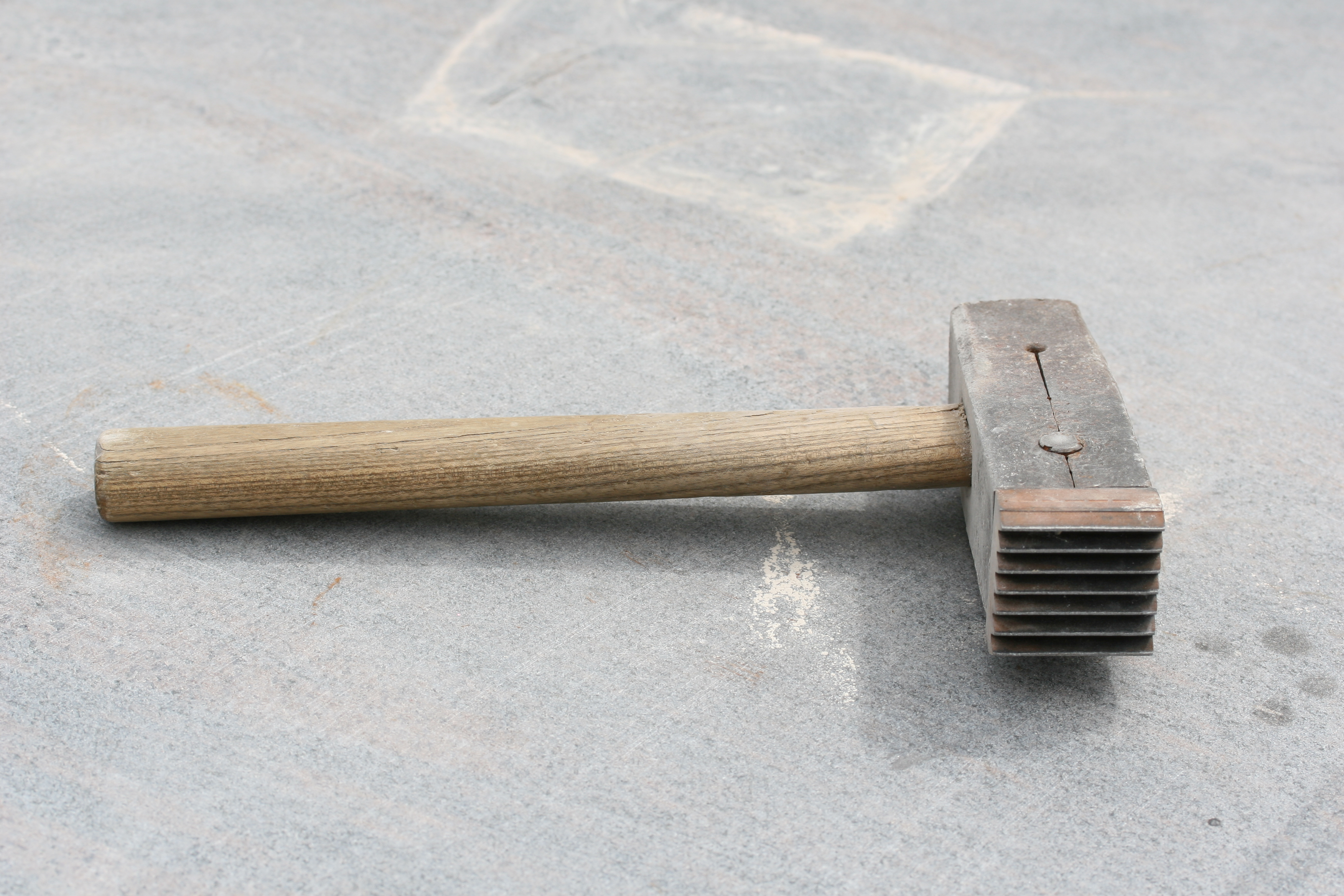
Riffelhammer: Geriffelte Steinoberfläche
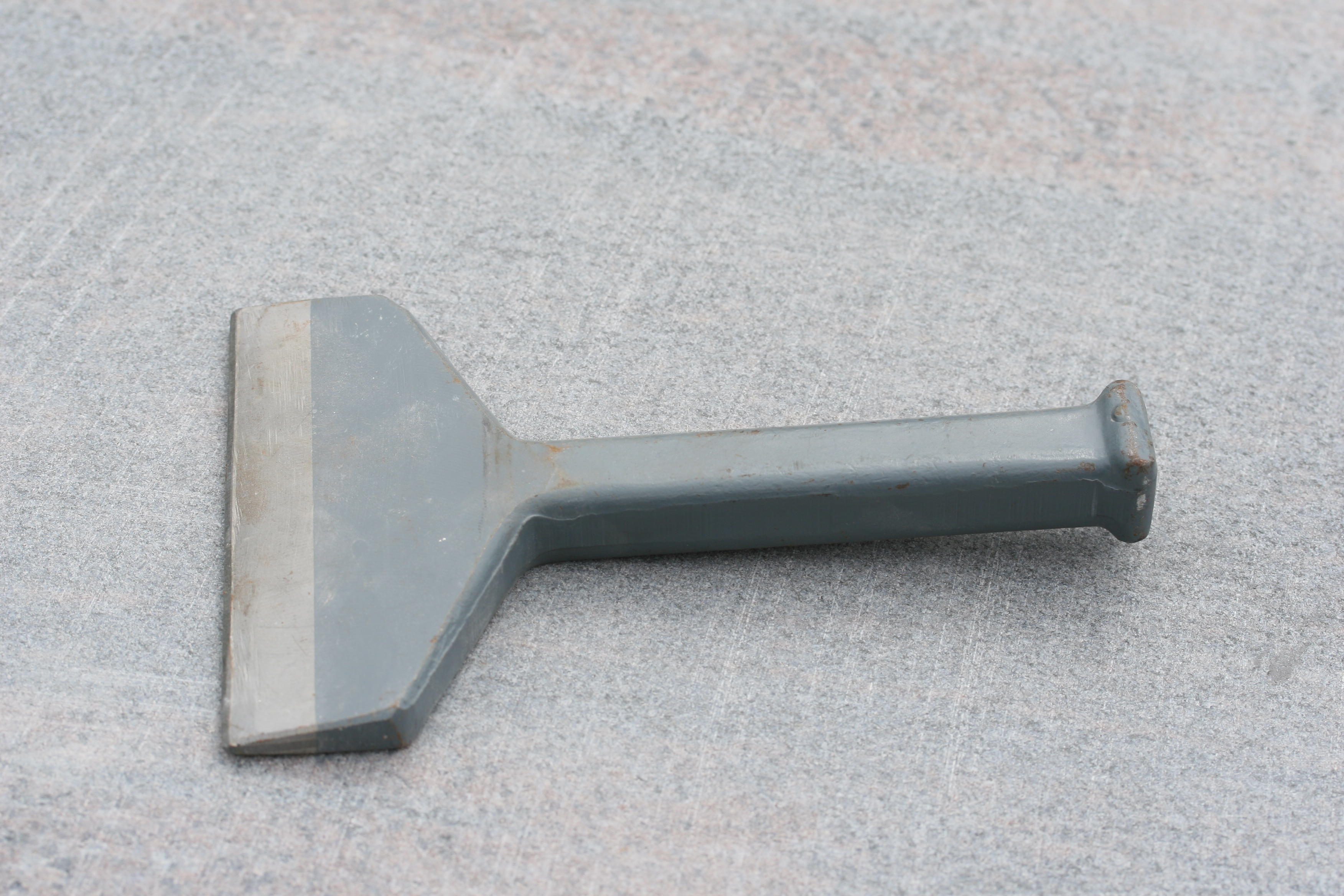
Scharriereisen: Scharrierte Steinoberfläche
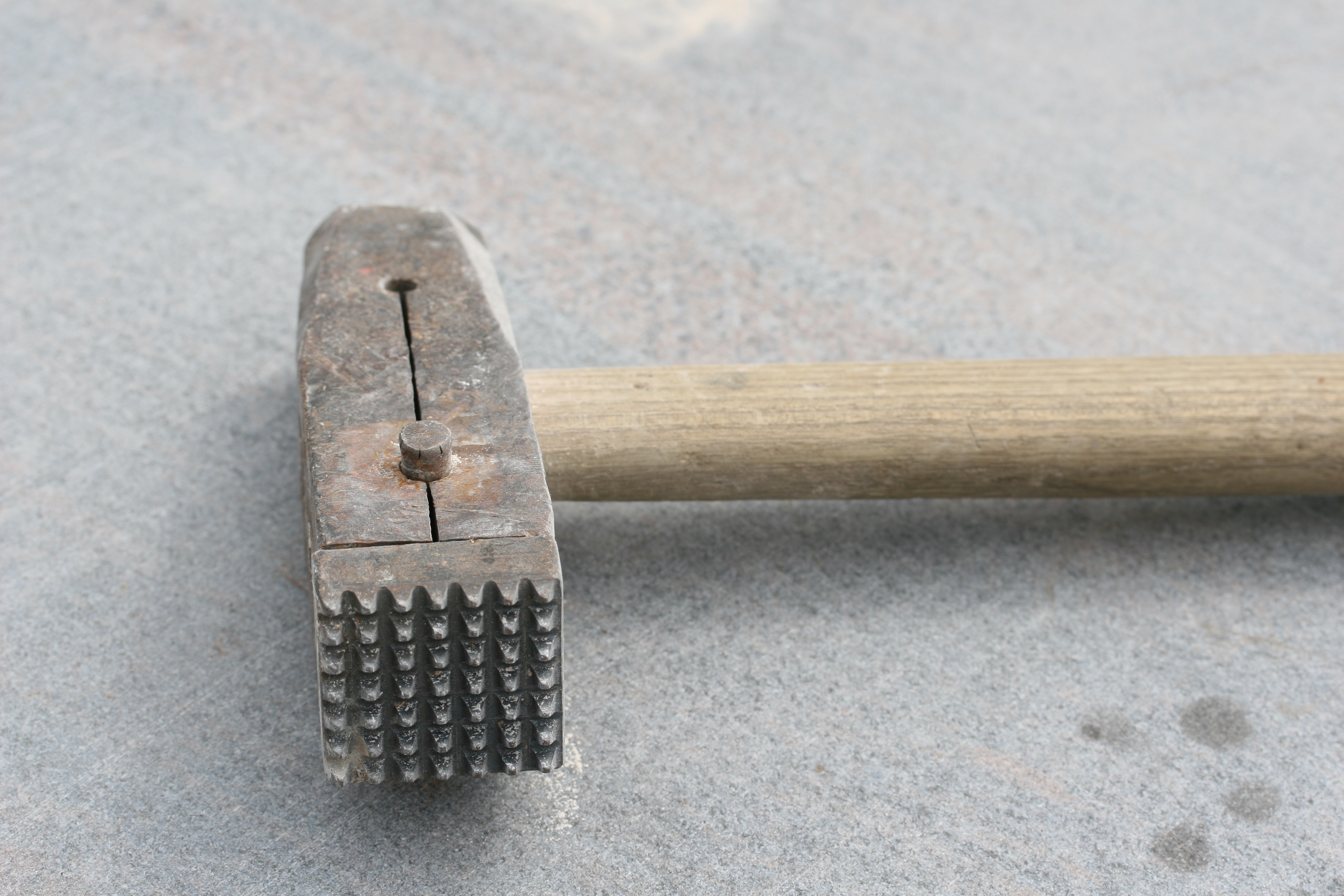
Stockhammer: Gestockte Steinoberfläche
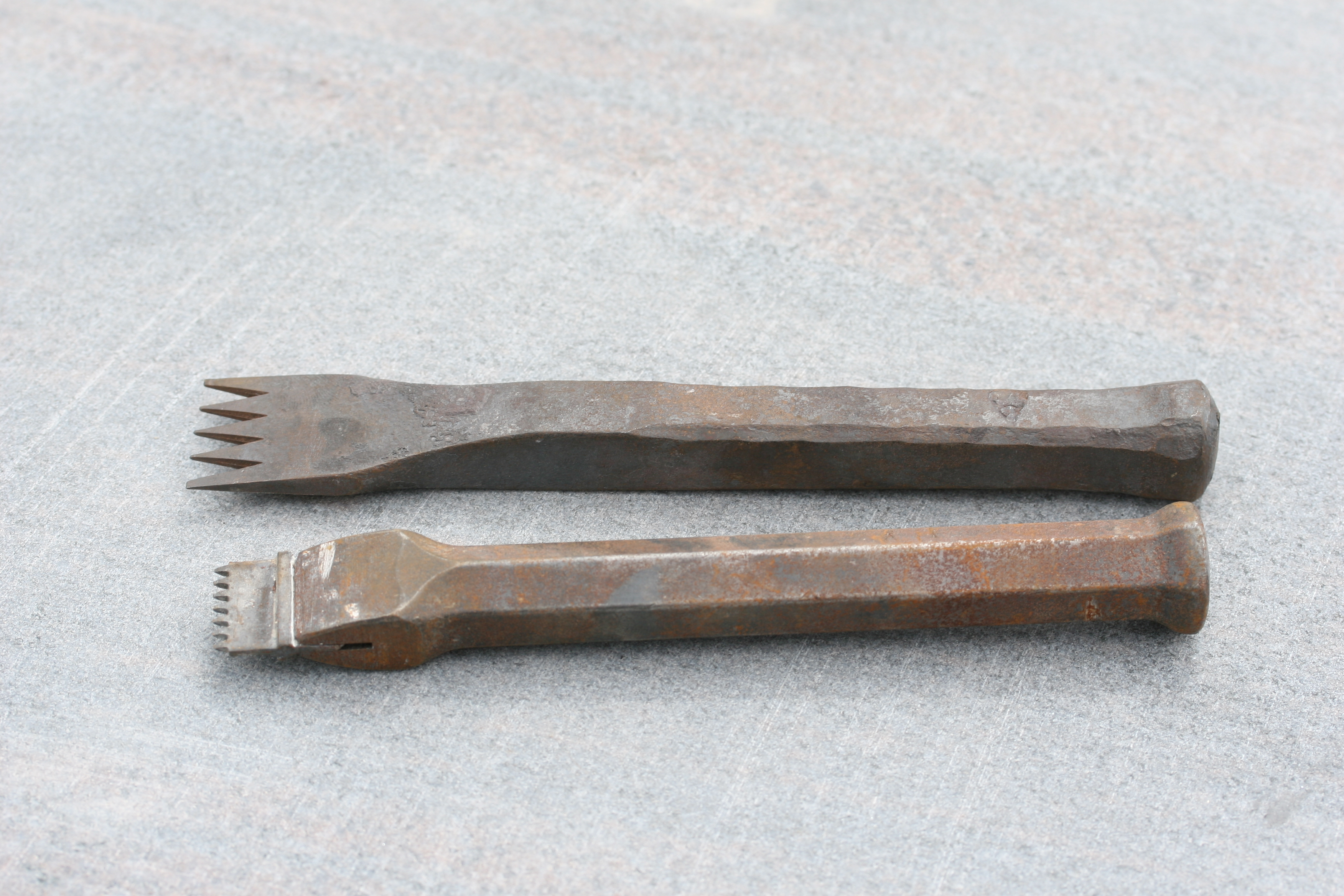
Zahneisen: Gezahnte Steinoberfläche
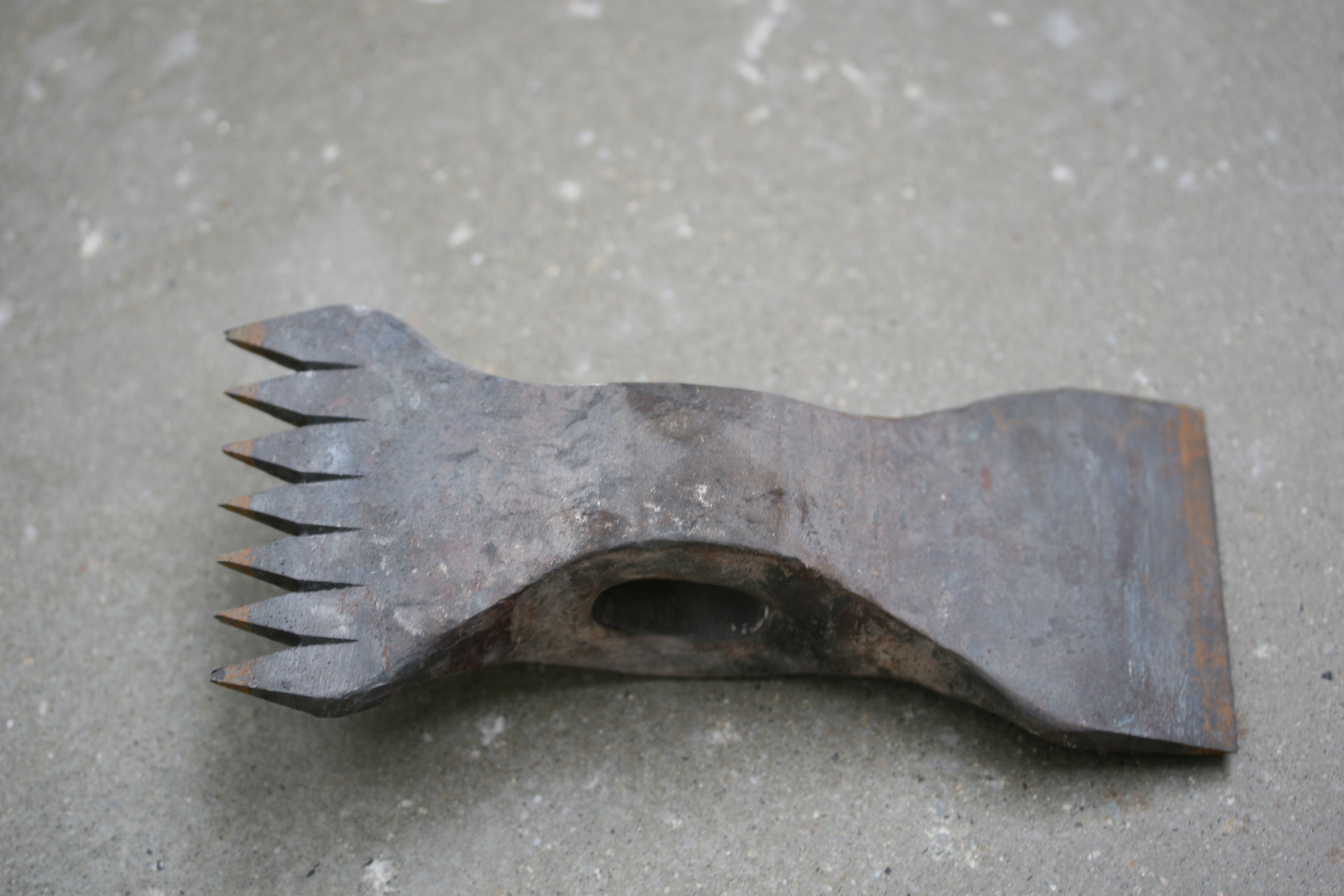
Zahnfläche: Zahngeflächte Steinoberfläche
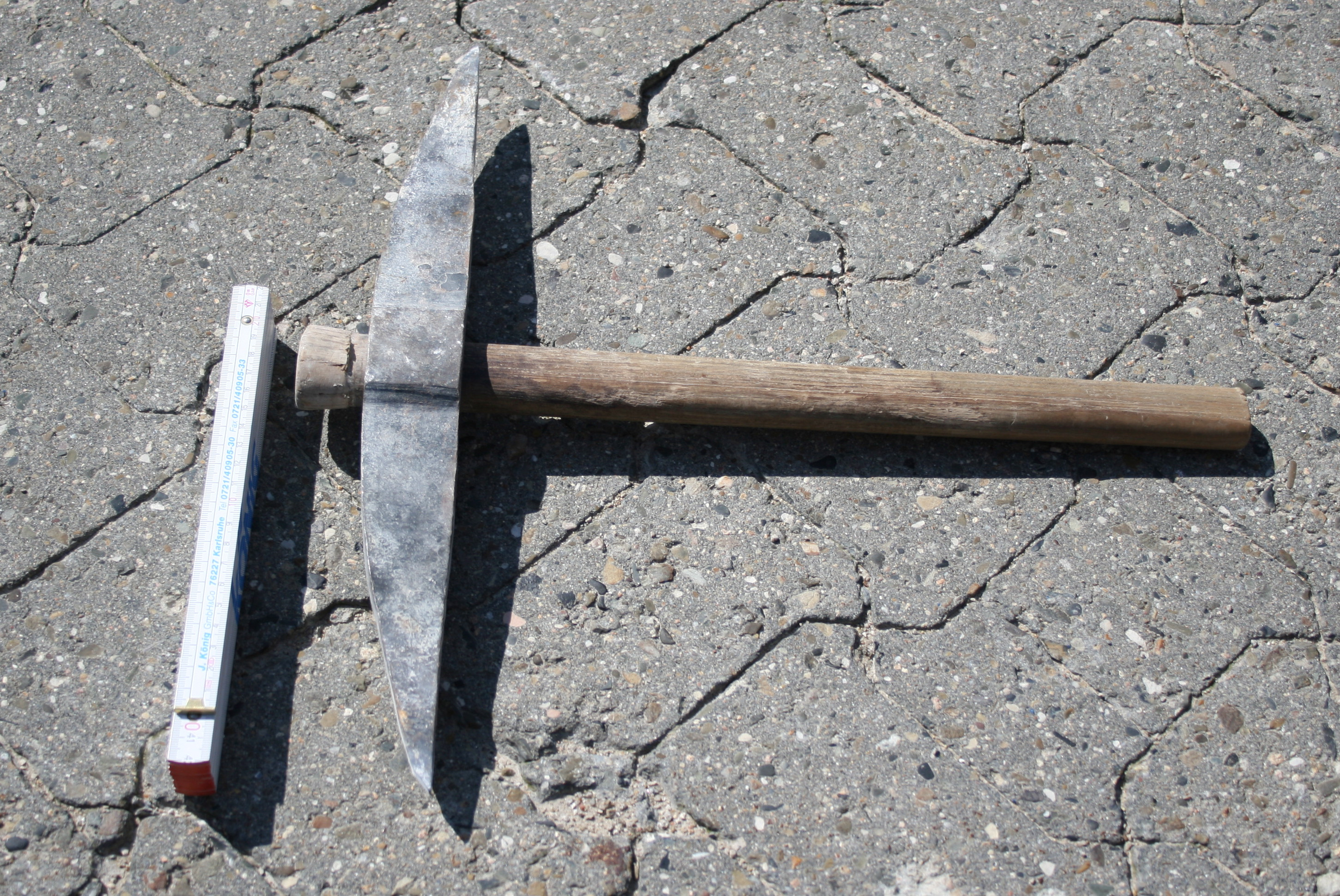
Zweispitz: Gespitzte Steinoberfläche
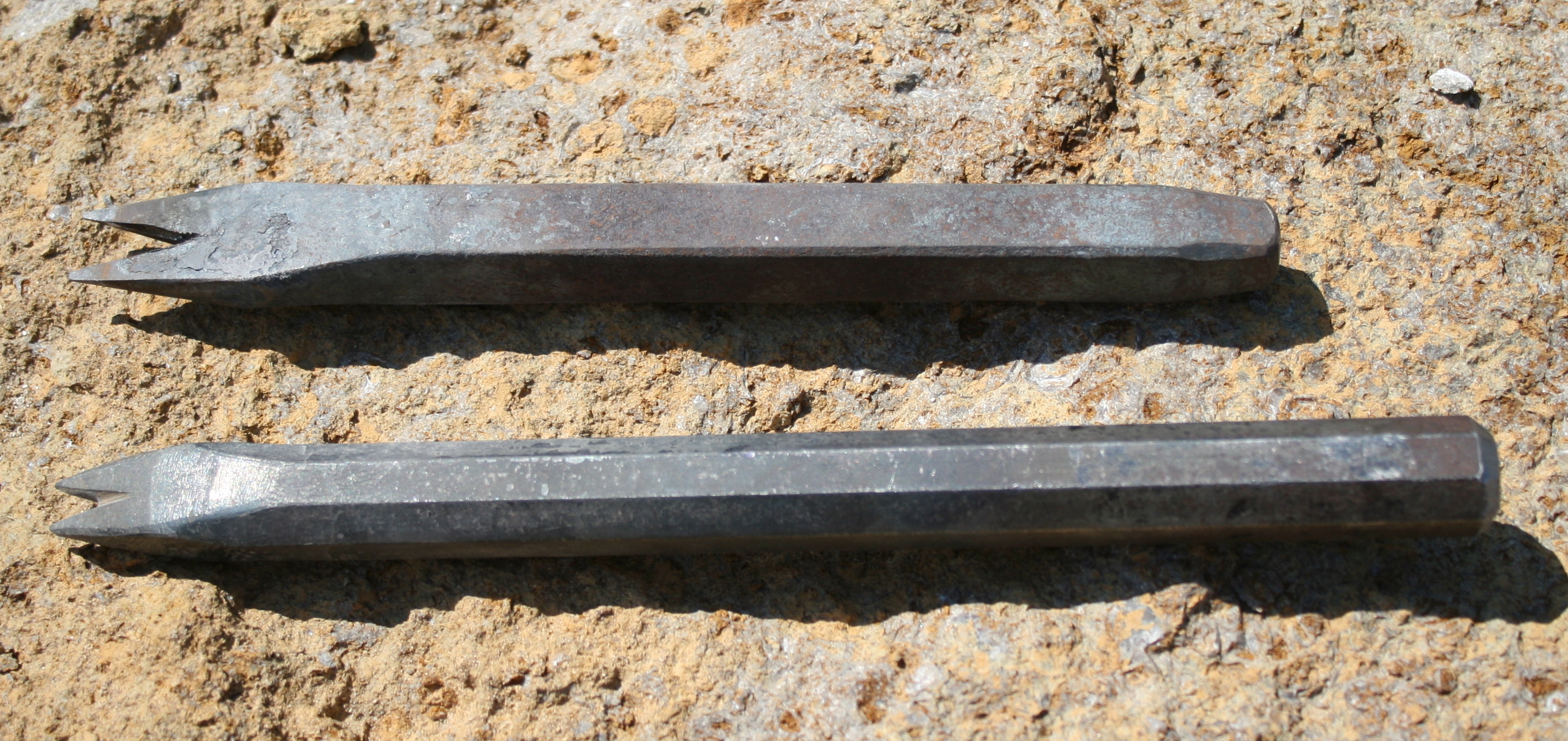
Hundezahn: Gespitzte Steinoberfläche
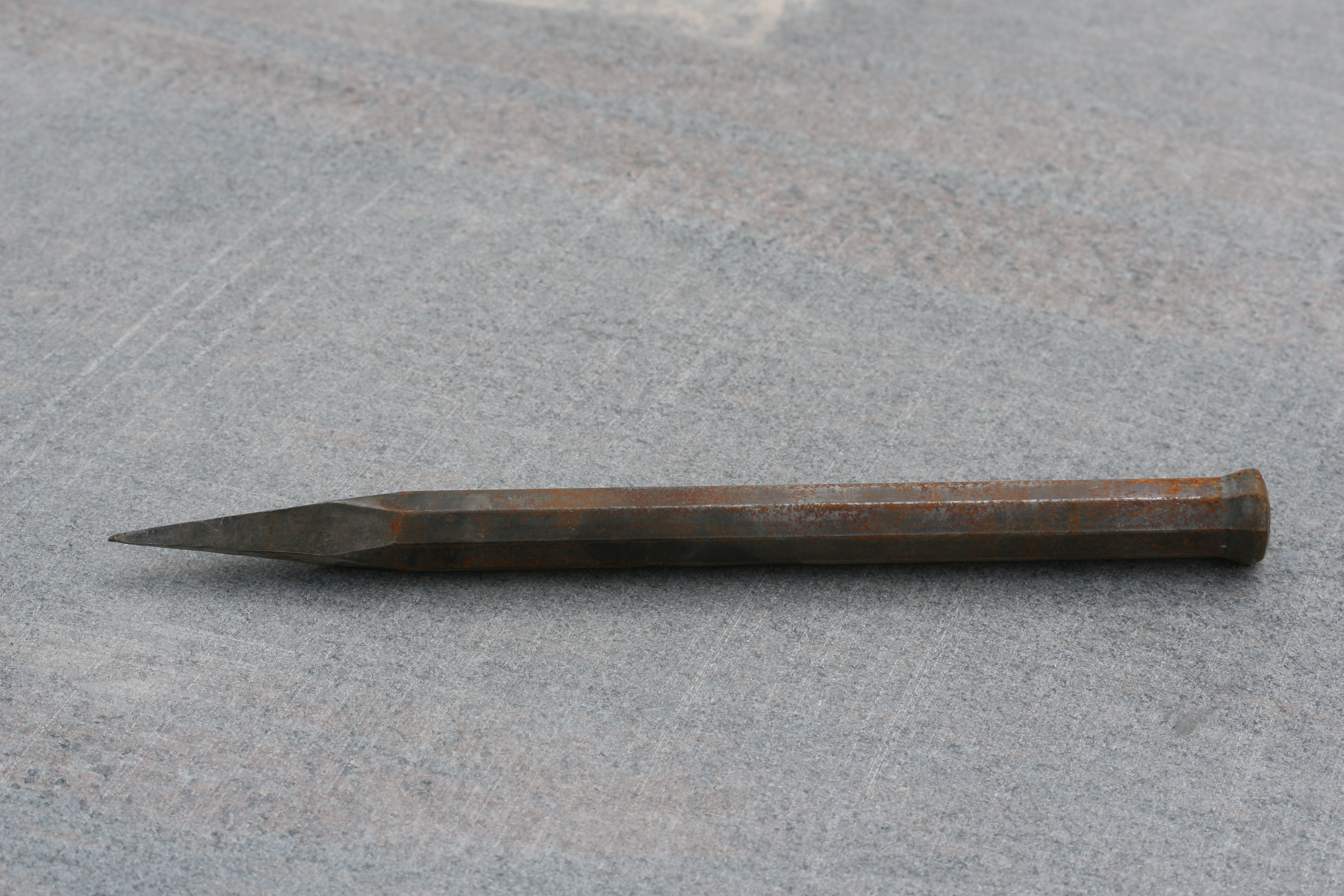
Spitzeisen: Gespitzte Steinoberfläche
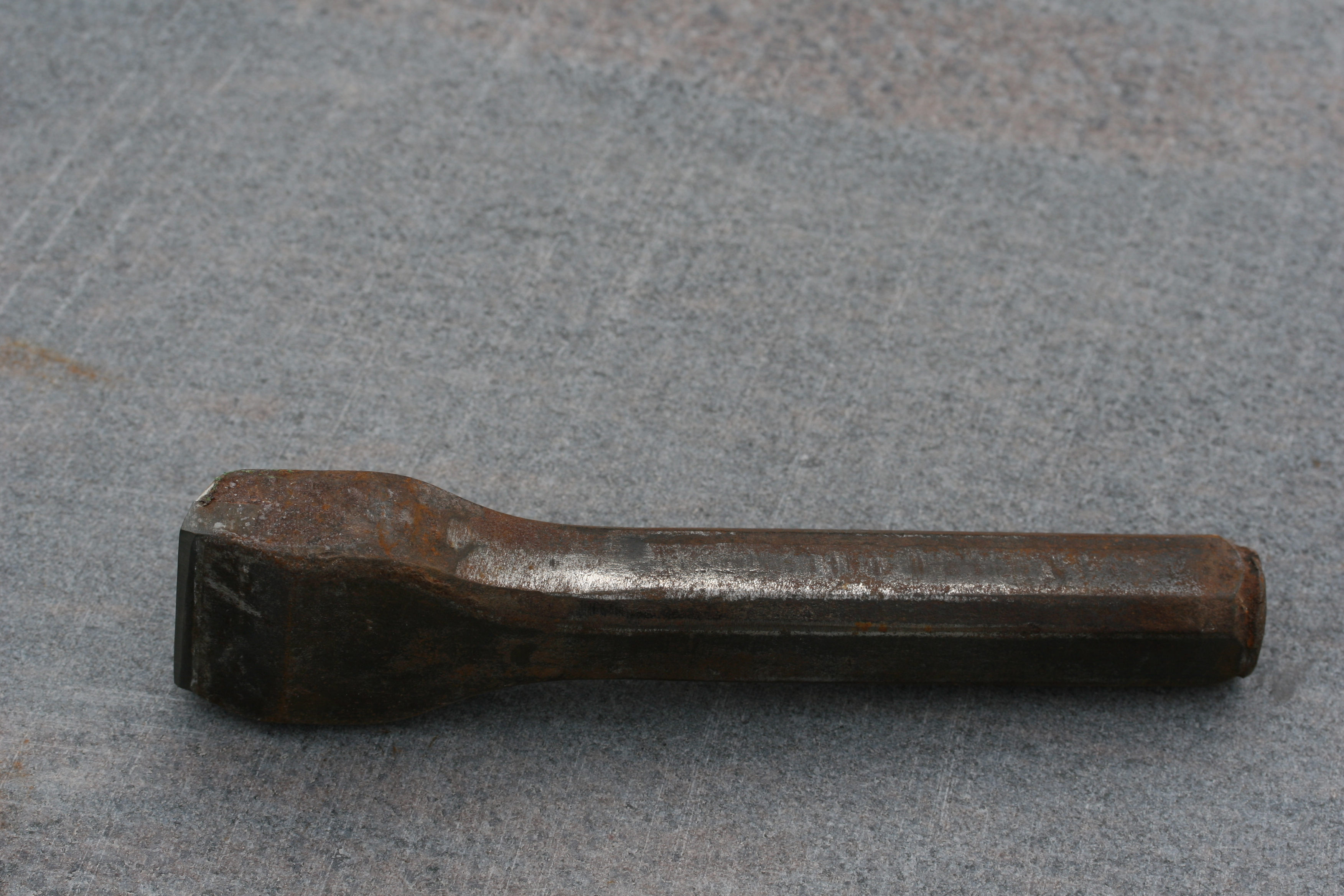
Sprengeisen: Spaltraue Steinoberfläche
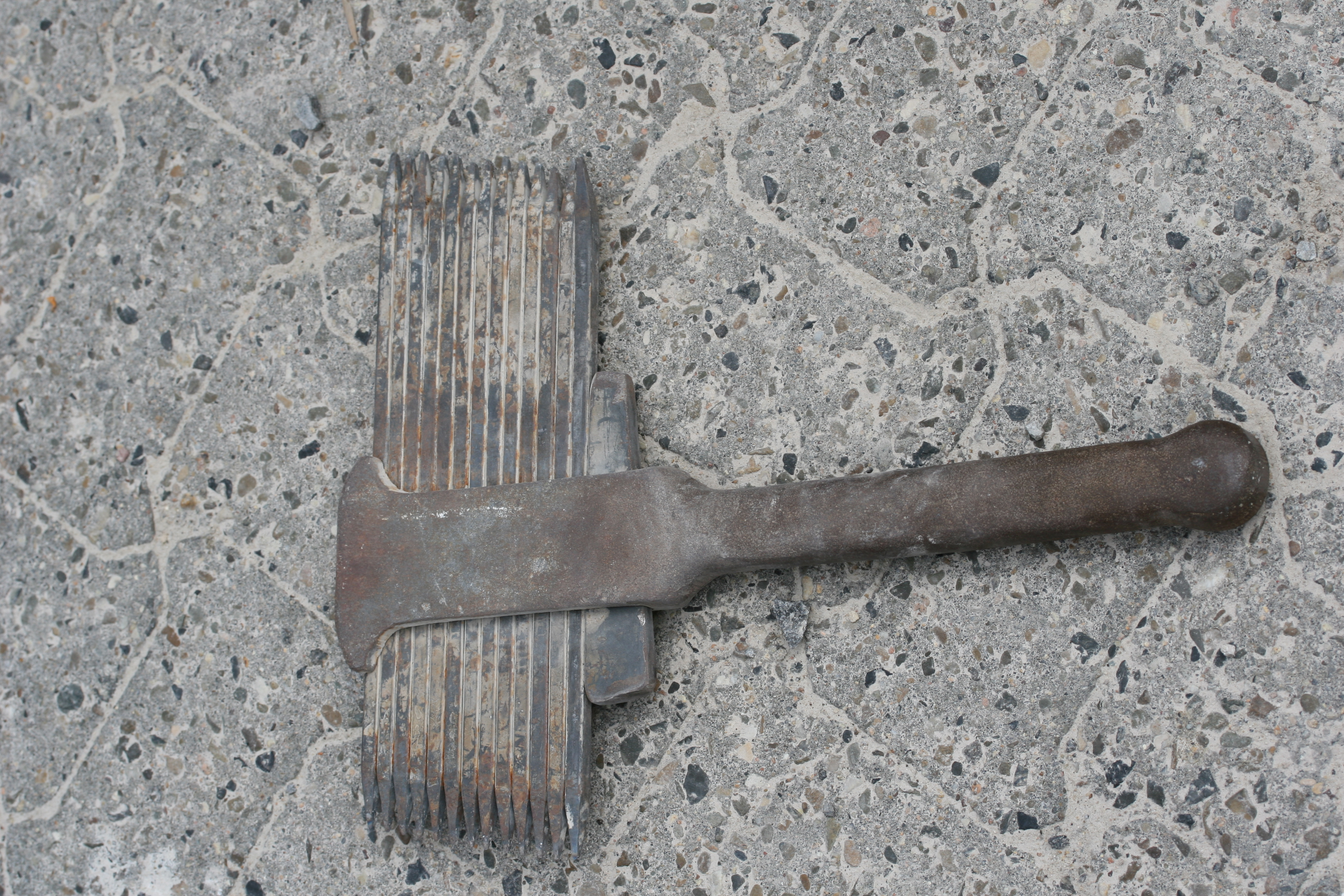
Krönel: Gekrönelte Steinoberfläche
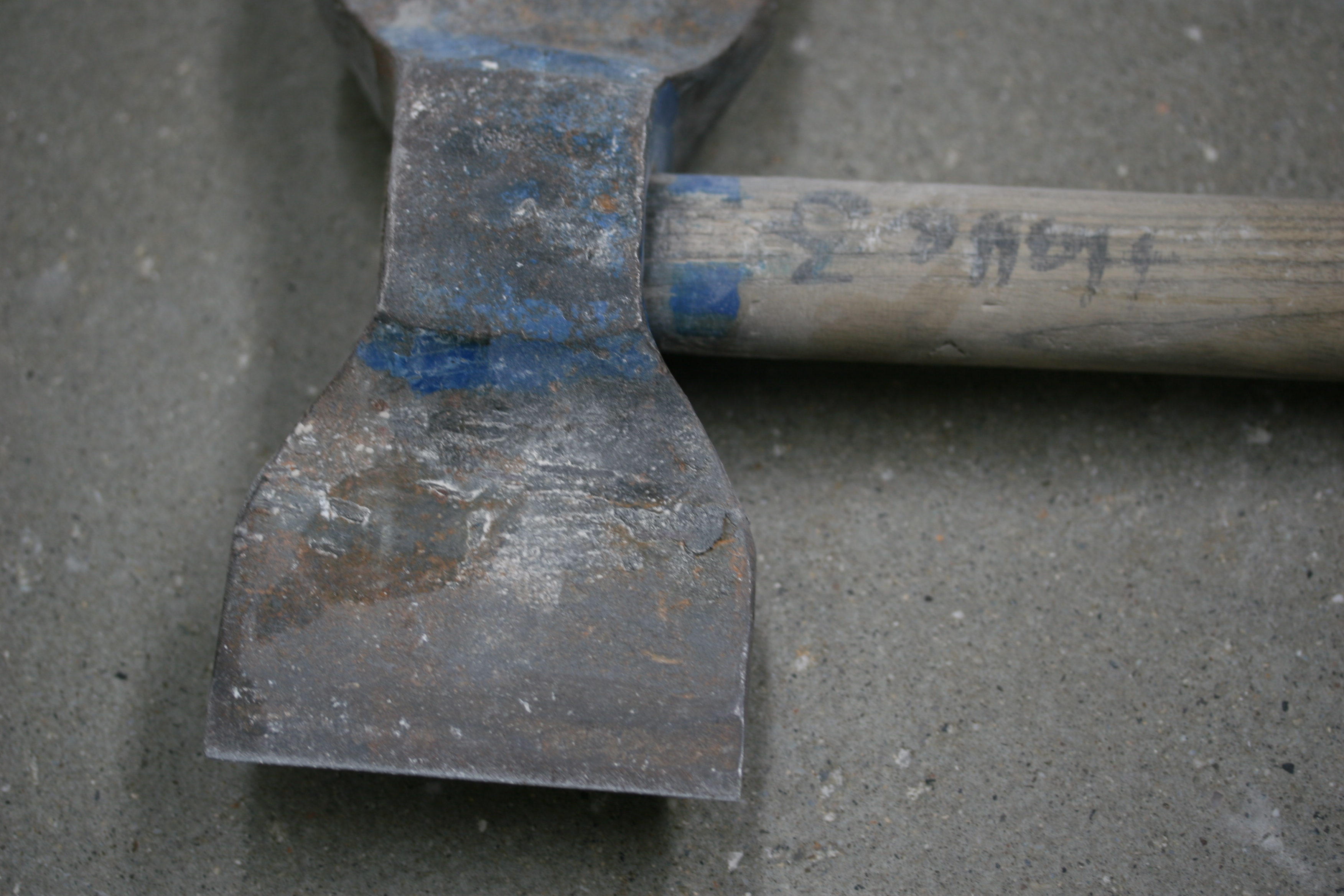
Glattfläche: Geflächte Steinoberfläche